# 尖沙咀

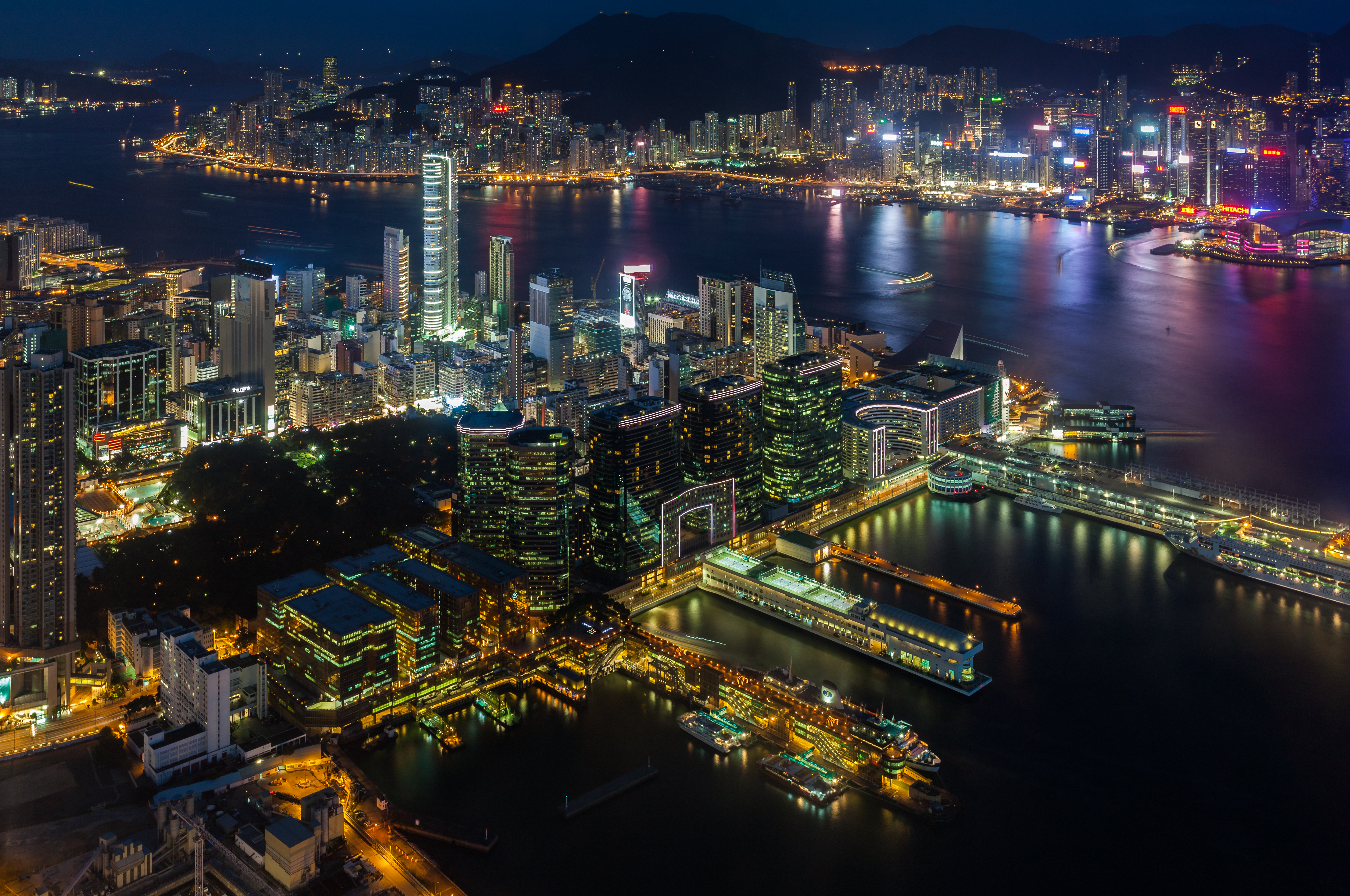
尖沙咀夜景

尖沙咀， 原名尖沙嘴、香埗頭，是香港油尖旺區的一部份，位於九龍半島西部，與香港島隔維多利亞港對望，是娛樂、文藝、旅遊及購物活動為主的地方，亦是香港著名商業中心之一。這裏設有多座不同主題的展覽館及不少高級酒店，同時亦有著名景點、古蹟和特色建築如星光大道、尖沙咀鐘樓、1881（前水警總部）、Victoria Dockside、K11 MUSEA購物中心和柏麗購物大道。

## 歷史

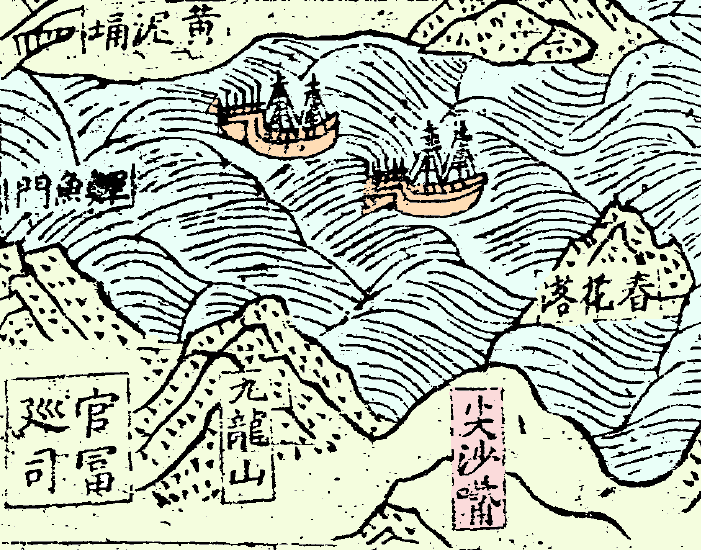
明朝《粵大記》已有「尖沙嘴」的紀錄

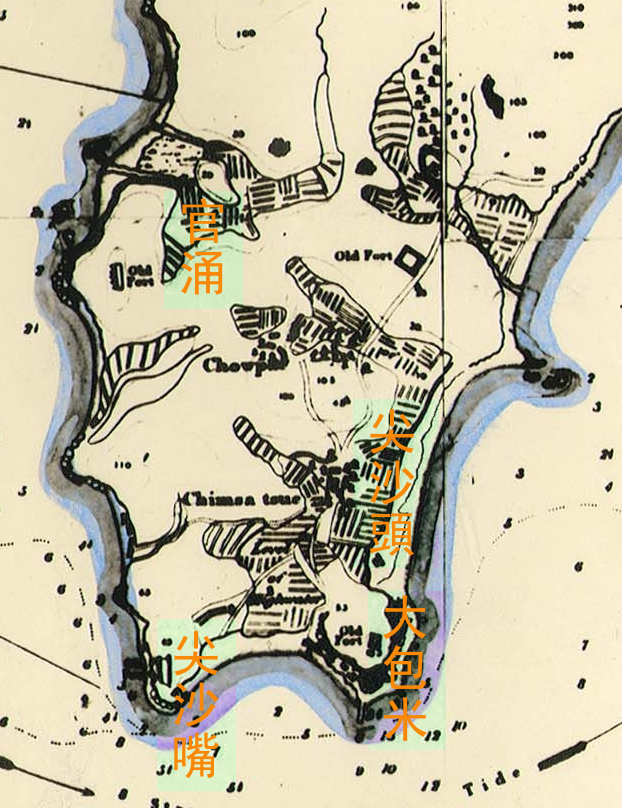
尖沙嘴和大包米的位置（1845年地圖）

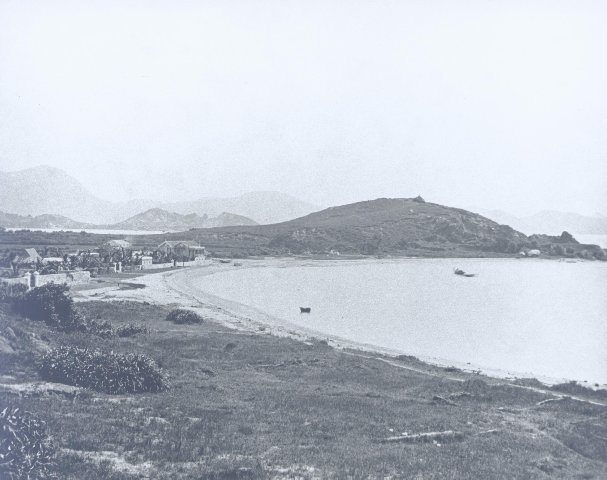
1870年的「尖沙咀灣」，遠處的為黑頭角

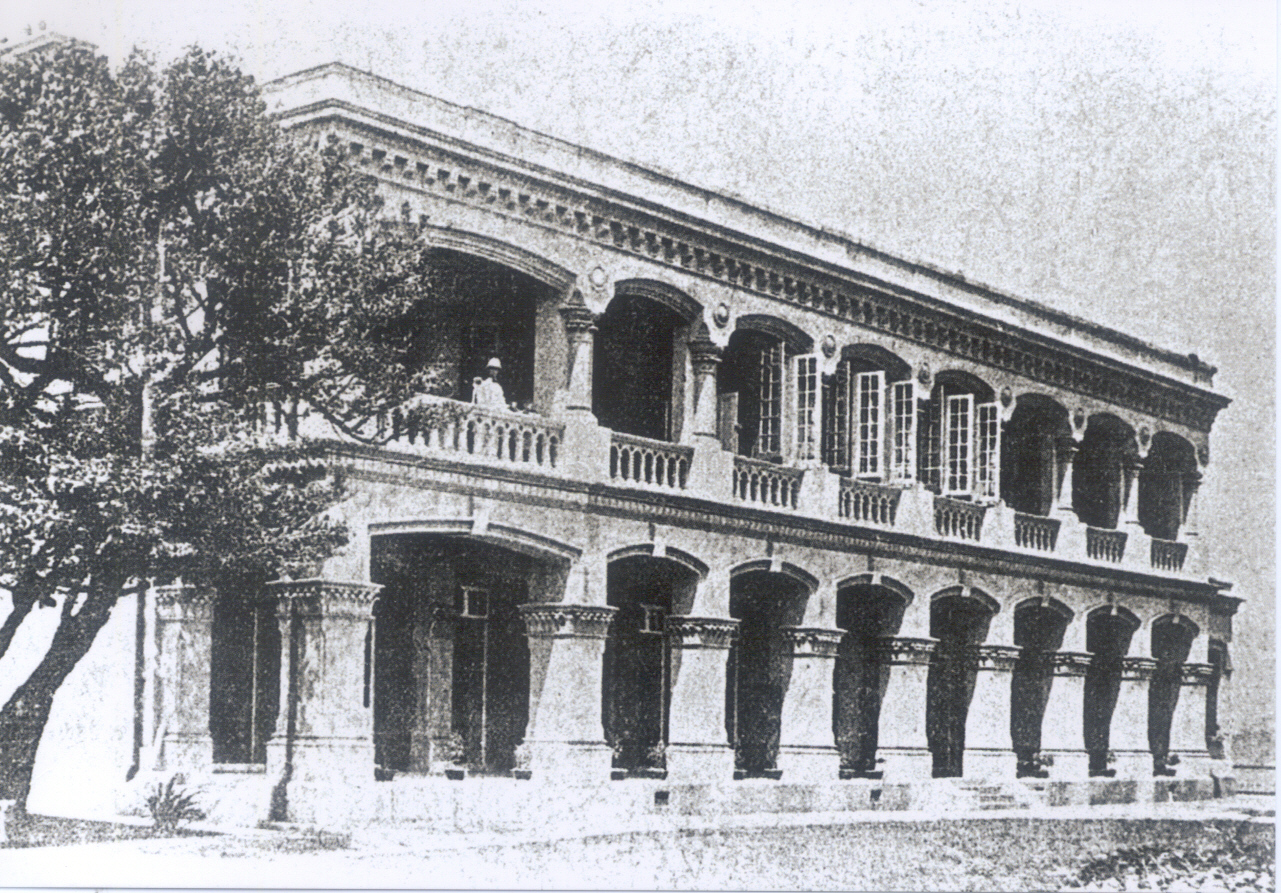
二十世紀初的香港天文台總部

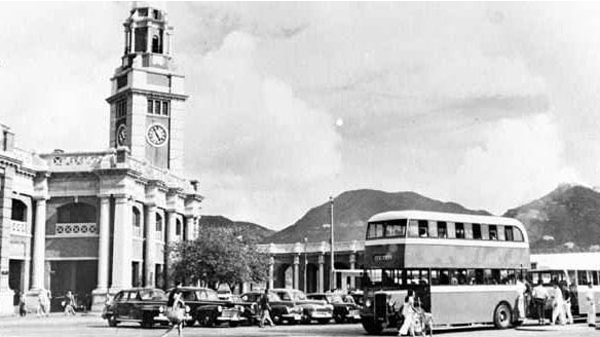
昔日的九廣鐵路尖沙咀站，現址是香港文化中心

尖沙嘴一名早見於明朝萬曆年間的《粵大記》中，《粵大記》內所載的《廣東沿海圖》中，已有尖沙嘴的紀錄。尖沙咀的本字應為「嘴」而非「咀」。「嘴」與「咀」音同義近，都與口部有關，而「咀」字筆畫較少，因此在香港，地名的「嘴」往往會俗寫為「咀」，如尖沙咀、大角咀、石塘咀等。「尖沙嘴」顧名思義，就是很尖的沙嘴之意；由於處於珠江三角洲東岸陸地盡頭，自古以來是華南海路要衝。至1860年前九龍半島割讓給英國以前，當時有些碼頭負責運送東莞一帶的香木，所以稱為香埗頭。而根據1819年的《新安縣志》，當時附近一带有「尖沙嘴村」，位置大約於現今金馬倫道至加連威老道之間。
19世紀初隨著廣州成為清朝的海路交易中心，有大量外國商船（當中不少為鴉片船）在尖沙嘴對開海面停泊。1839年7月7日，有英國水手在尖沙咀酗酒，與村民发生冲突，引发斗殴，结果村民林维喜重伤不治，史稱林維喜案，成為第一次鴉片戰爭的導火線之一。

### 九龍割讓
1860年根據《北京条约》，界限街以南的九龍半島被割讓給英国，包括整個尖沙嘴。英國其後在該處興建軍營及水警總部，又以尖沙嘴西部海傍作海運用地。1898年天星小輪開辦後，尖沙咀藉以逐漸繁榮起來，也成為了外國人的新興住宅區。至今尖沙咀至中環航線仍是最重要的橫渡維多利亞港渡輪航線。
尖沙咀曾經是九廣鐵路的終站。自九廣鐵路香港段於1910年10月1日通車後，火車總站於1913年動工，而尖沙咀鐘樓作爲火車站的一部分，於1915年完工，尖沙咀遂成為當時香港交通樞紐。而1928年開業的半島酒店，是當時全亞洲最豪華的酒店之一，也成為當時九龍半島的地標建築。
香港日佔時期的尖沙咀被日佔政府分為多區（參見香港日佔時期行政區劃）。

### 戰後發展
1960年代以前，除半島酒店外尖沙咀並無太多吸引遊客的設施，光顧尖沙咀一帶店舖的外籍顧客主要是駐港或訪港軍人和其家屬。1960年代起，星光行、海運大廈和一些配有現代設施的酒店相繼落成，尖沙咀逐漸演變為遊客區。
1970年代原尖沙咀以東的紅磡灣西岸進行填海工程，發展出尖沙咀東及紅磡火車站一帶的用地。隨著尖沙咀的發展，尖沙咀火車站主樓於1978年拆除，原址興建香港太空館和香港文化中心，鐘樓在市民的要求下保留下來，屹立在九廣鐵路舊尖沙咀火車總站的位置上。現在尖沙咀鐘樓被香港文化中心門前的廣場環抱，亦爲香港地標建築。火車站搬遷後，被路軌佔用的地方亦被重新發展，包括新世界中心及尖沙咀東一帶。

## 購物及旅遊

### 商場和商店街

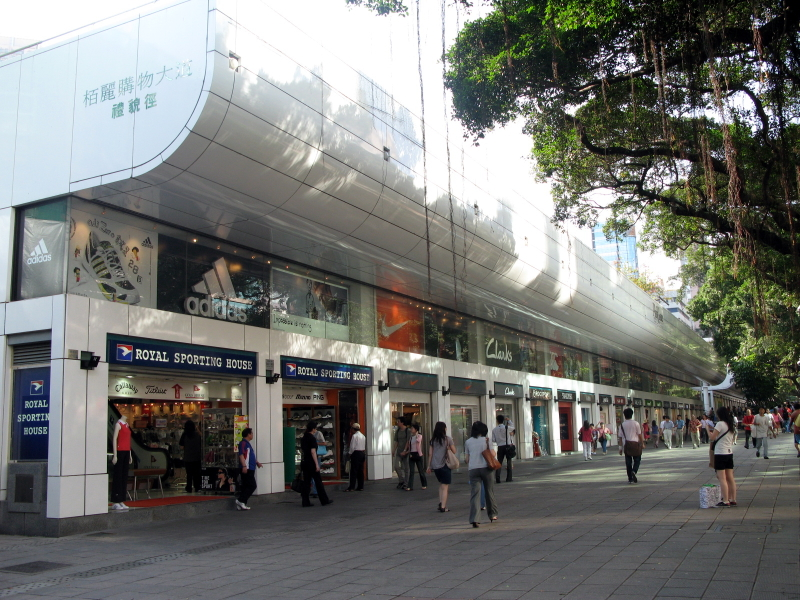
柏麗購物大道

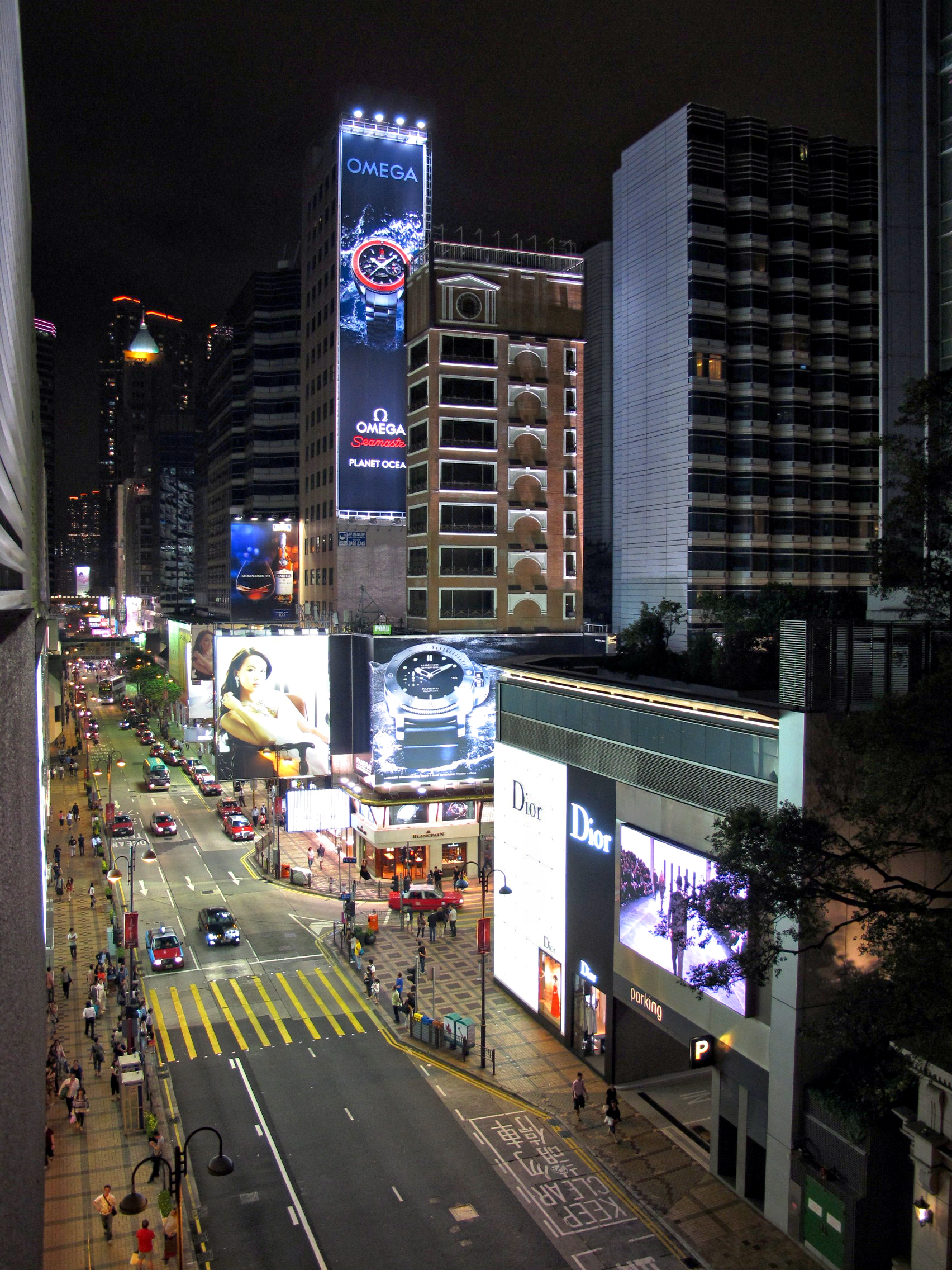
名店林立的廣東道是著名購物區之一

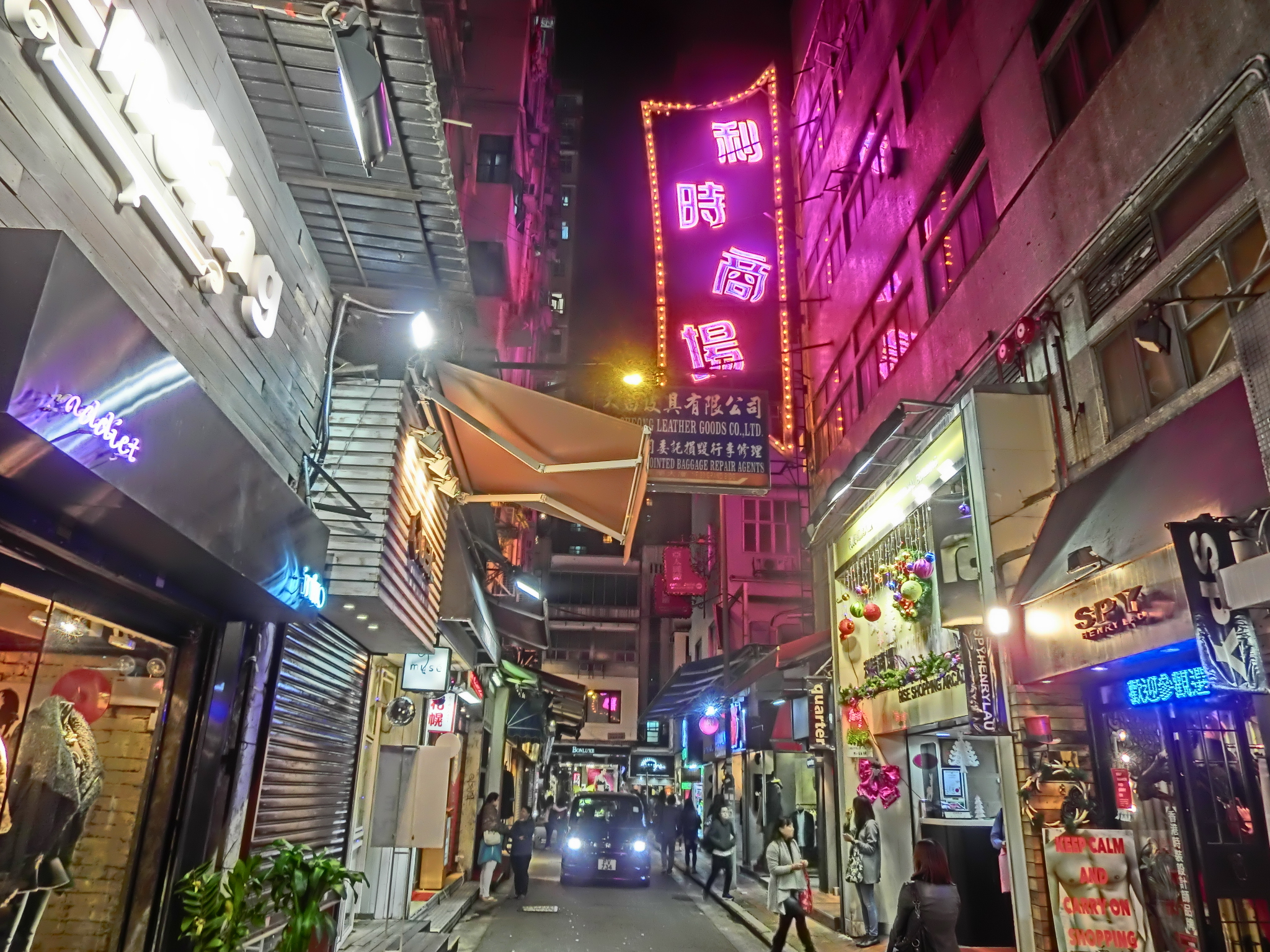
嘉蘭圍是平價購物區，右方的利時商場有「香港小萬年」之稱

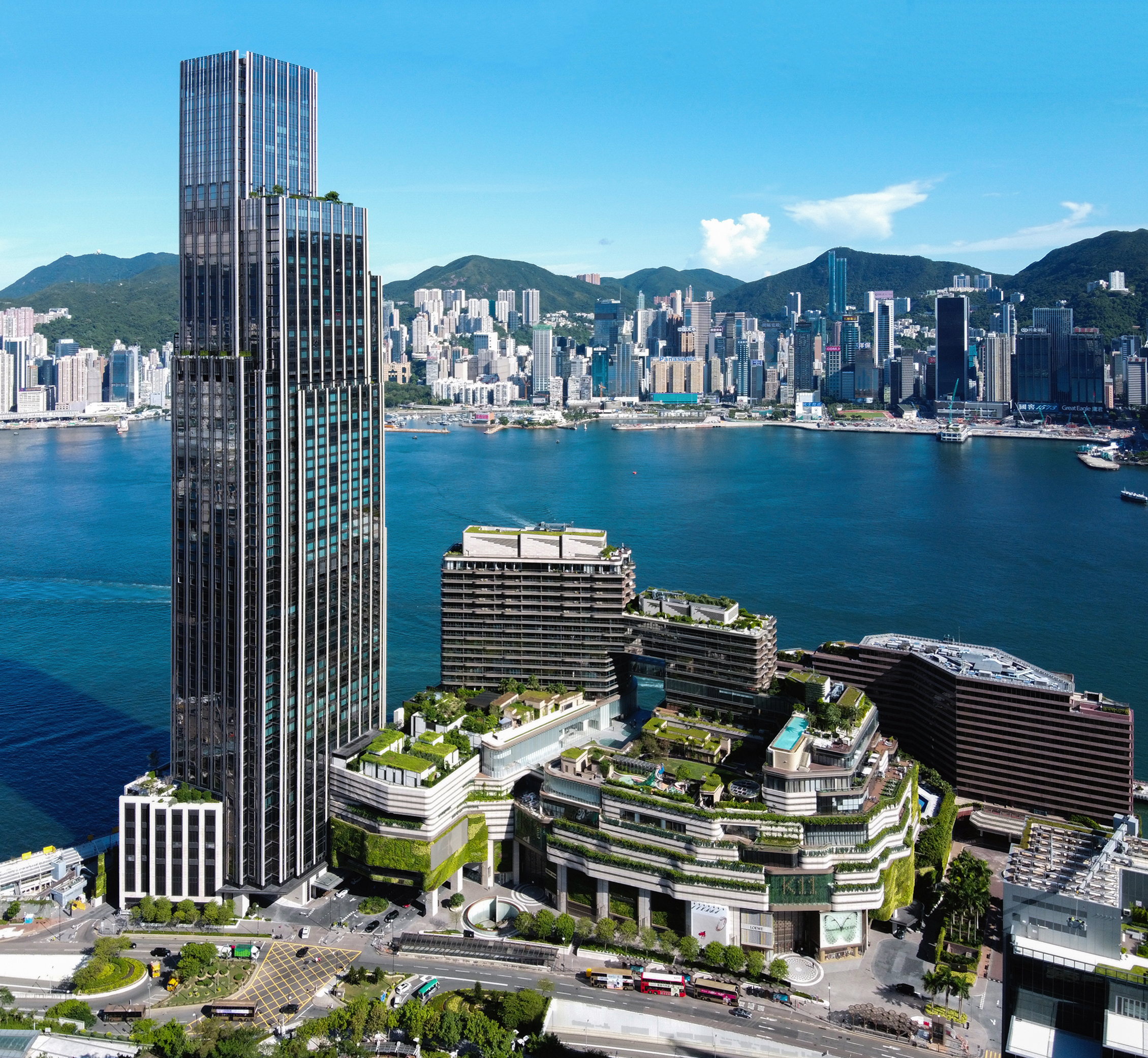
Victoria Dockside

尖沙咀設有不少購物大型商場，包括圓方商場，新港中心、太陽廣場、美麗華商場、新世界中心、海港城 、 中港城、K11等，也有一些面積較小的商場，包括百利商業中心、利時商場及在重慶大廈下層的重慶站，而2005年9月崇光百貨也在尖沙咀名店城開設了分店。在西面的海運大廈，是香港第一座郵輪碼頭，可供大型郵輪停泊。海運大廈亦設有購物商場，在1960年代是香港僅有的大型商場。到了2009年至2010年，區內多個新落成的大型商場陸續開業。包括由前香港水警總部改建而成的1881 Heritage、設置IMAX影院的iSQUARE及全港最高純零售商場The ONE。到2019年8月，位於前新世界中心位置的K11 MUSEA商場開業，成為熱點。
廣東道、北京道和沿九龍公園西側、彌敦道而建的柏麗購物大道是著名的購物街，不少高級購物商店林立，遊客川流不息。

#### 無良商店爭議
尖沙咀遊客購物區的海味店及小型電器店接二連三發生過投訴及交易糾紛個案，包括價格騙局、花言巧語訛稱有折扣哄騙遊客購買，伎倆多是將二手機冒充新貨，或宣稱商品有折扣“引君入甕”，店員“好心”指出這項型號的缺陷，掛羊頭賣狗肉，再推銷其他檔次低但高價的商品。亦有無良海味店在價錢牌未有標示每斤或兩售價，但收錢時以每両計算，常有遊客不虞有詐被騙，唯有花錢買下以求脫身。2004年警方拘捕尖沙咀一間影音店店員，指他以高價向遊客出售只值檔次較低的數碼相機，但因證據不足判被告無罪。2007年適逢「零團費」內地團在港購物被騙，當時旅發局主席田北俊承認海關只可以針對賣假貨執法，對「賣貴貨」束手無策。

#### 飲食
尖沙咀也是香港夜生活的集中地之一，酒吧、卡拉OK與夜總會林立。諾士佛台、棉登徑、寶勒巷、山林道、金巴利街、亞士厘道有不小酒吧餐廳。由尖沙咀行去紅館，可以經過「食街」厚福街，除了餐廳、甜品店林立，亦有兩家速食店營業。

### 節日

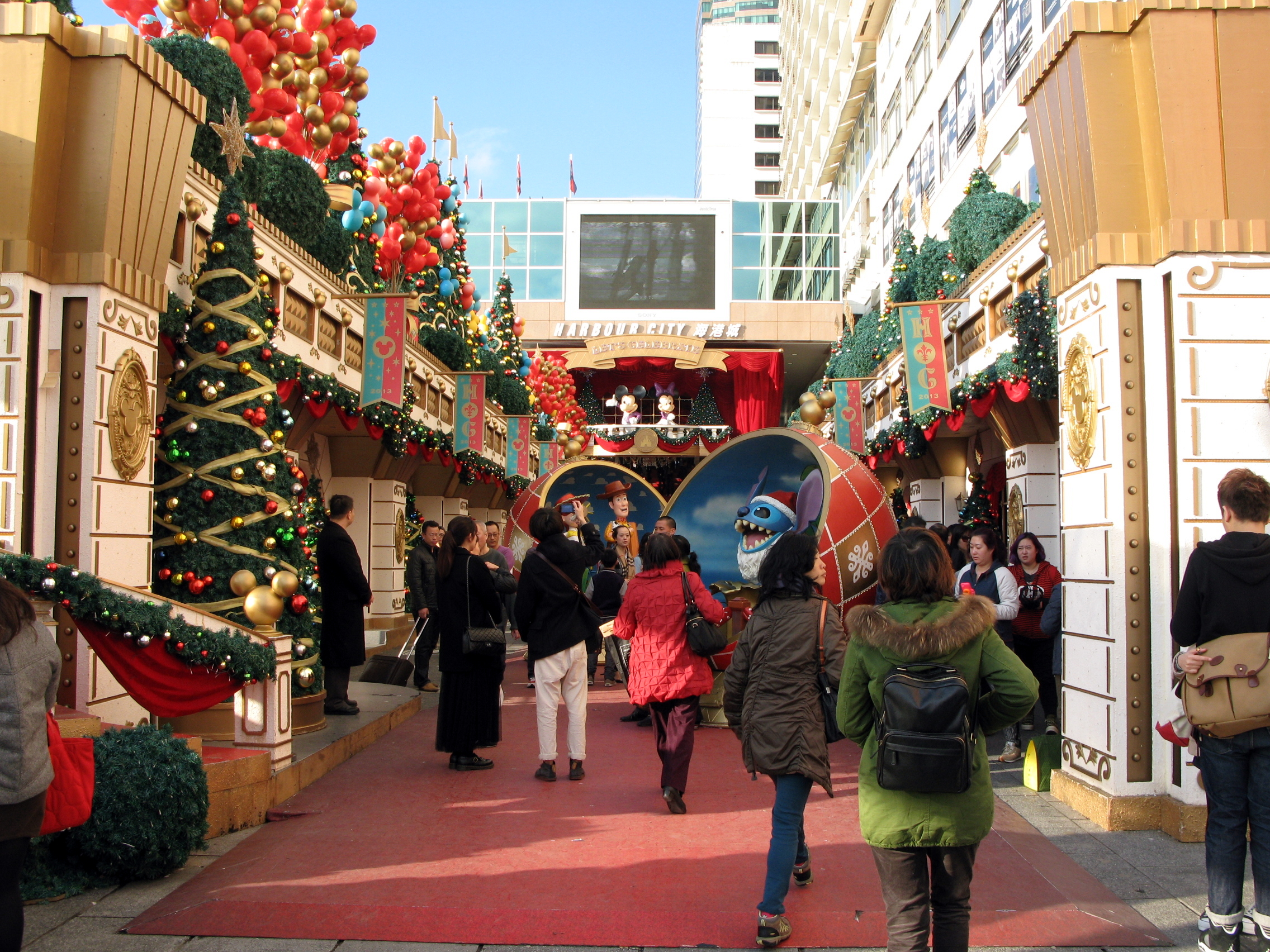
聖誕節時的海港城，掛滿聖誕燈飾

尖沙咀是不少香港人慶祝節日的熱門地方。每年聖誕節及除夕夜，港人都會到來尖沙咀逛街購物，不少商場和商業大廈會於聖誕前夕開始在外牆掛上聖誕燈飾。當維多利亞港舉行煙花匯演（一般在大年初二晚、香港特別行政區成立紀念日（每年7月1日）和中國國慶（每年10月1日）晚上），尖東海傍至香港文化中心一帶也是最佳觀賞地點之一。

### 異國文化
尖沙咀是香港異國文化的主要聚集地之一，包括：
- 香港少數族裔、南亞裔及非裔人士聚居的重慶大廈。
- 英式建築半島酒店。
- 有「韓國街」之稱的金巴利街，有不少韓國餐館及韓國食品超级市場。
- 在九龍蘭桂坊之稱的諾士佛臺、天文臺圍及亞士道可以找到土耳其、俄羅斯、意大利、日本等地美食佳餚，鄰近的棉登徑也是酒吧街。
- 外籍人士聚居的同時，尖沙咀也是香港較大的遊客觀光區，從早期的歐美遊客到近年港澳個人遊開放後的中國内地遊客比比皆是。

### 特色建築

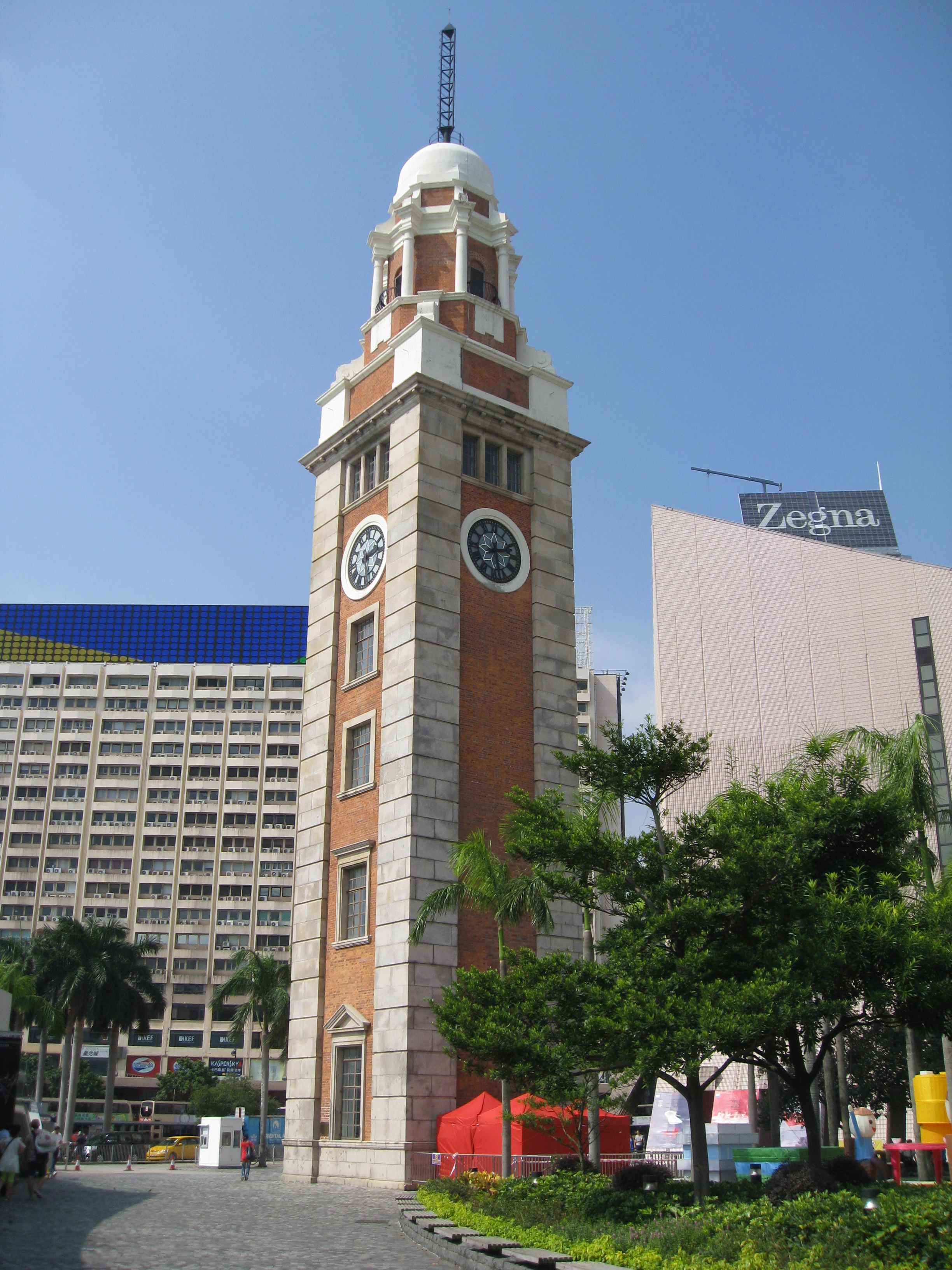
尖沙咀鐘樓

- 香港星光大道
- 尖沙咀鐘樓
- 1881 Heritage（前水警總部）
- 香港天文台總部
- 嘉諾撒聖瑪利書院
- 訊號山訊號塔(愛德華時代建築)

### 宗教建築
- 九龍玫瑰堂
- 聖安德烈堂
- 位於彌敦道九龍清真寺是香港最大的回教清真寺
- 尖沙咀福德古廟
- 香港教會尖沙咀聚會所
- 山林道基督復臨安息日會聖經講座

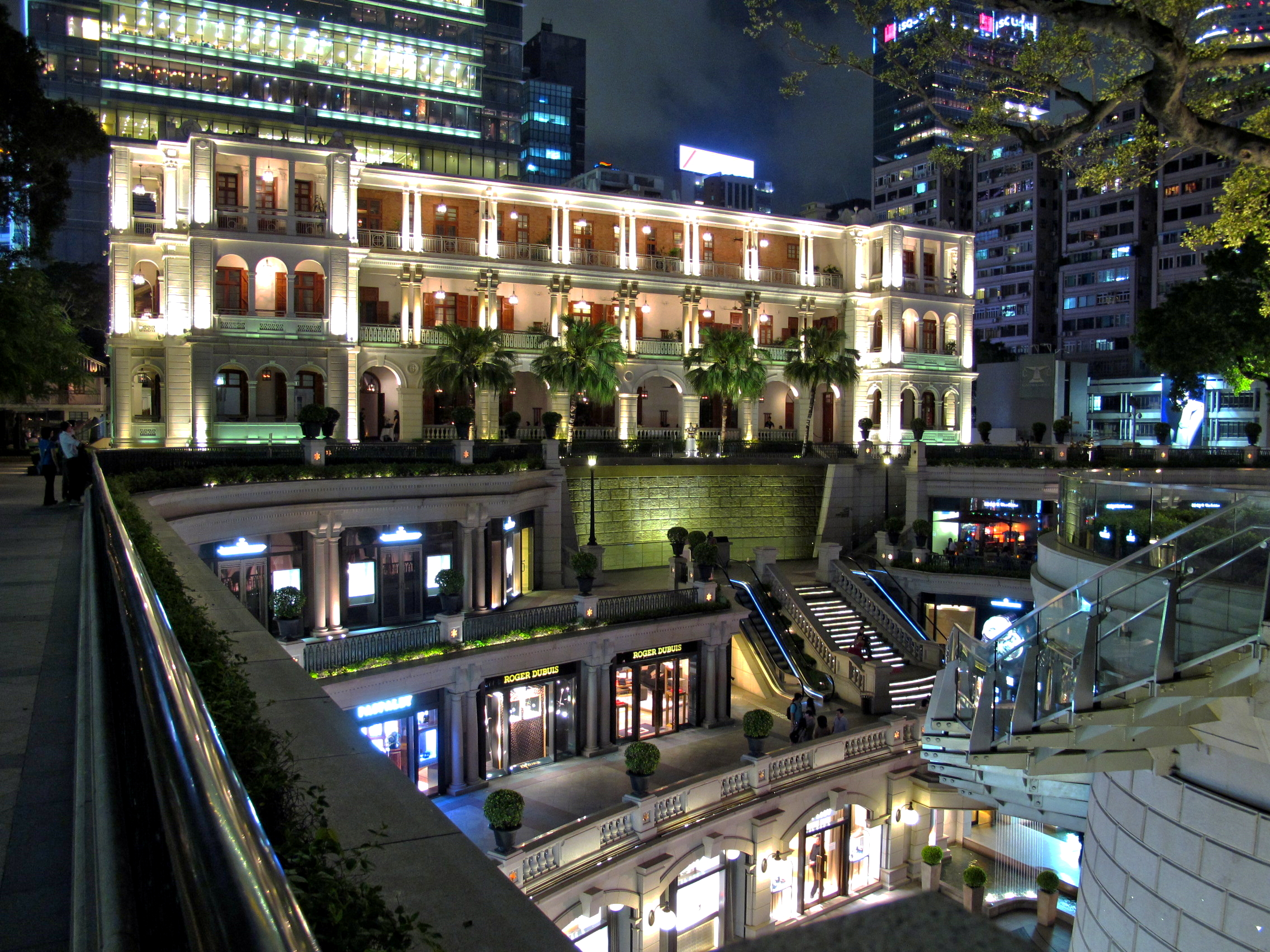
1881 Heritage
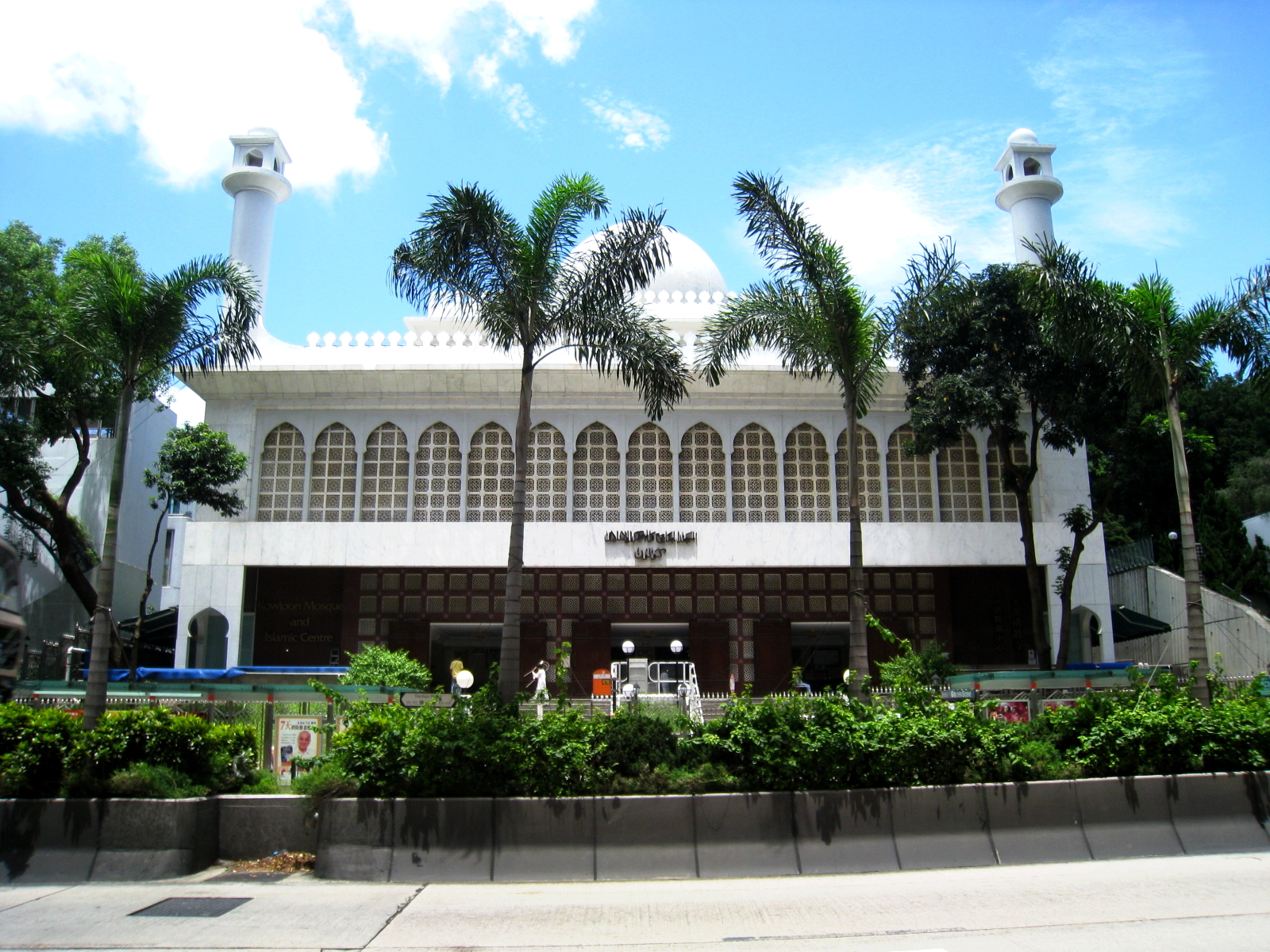
九龍清真寺
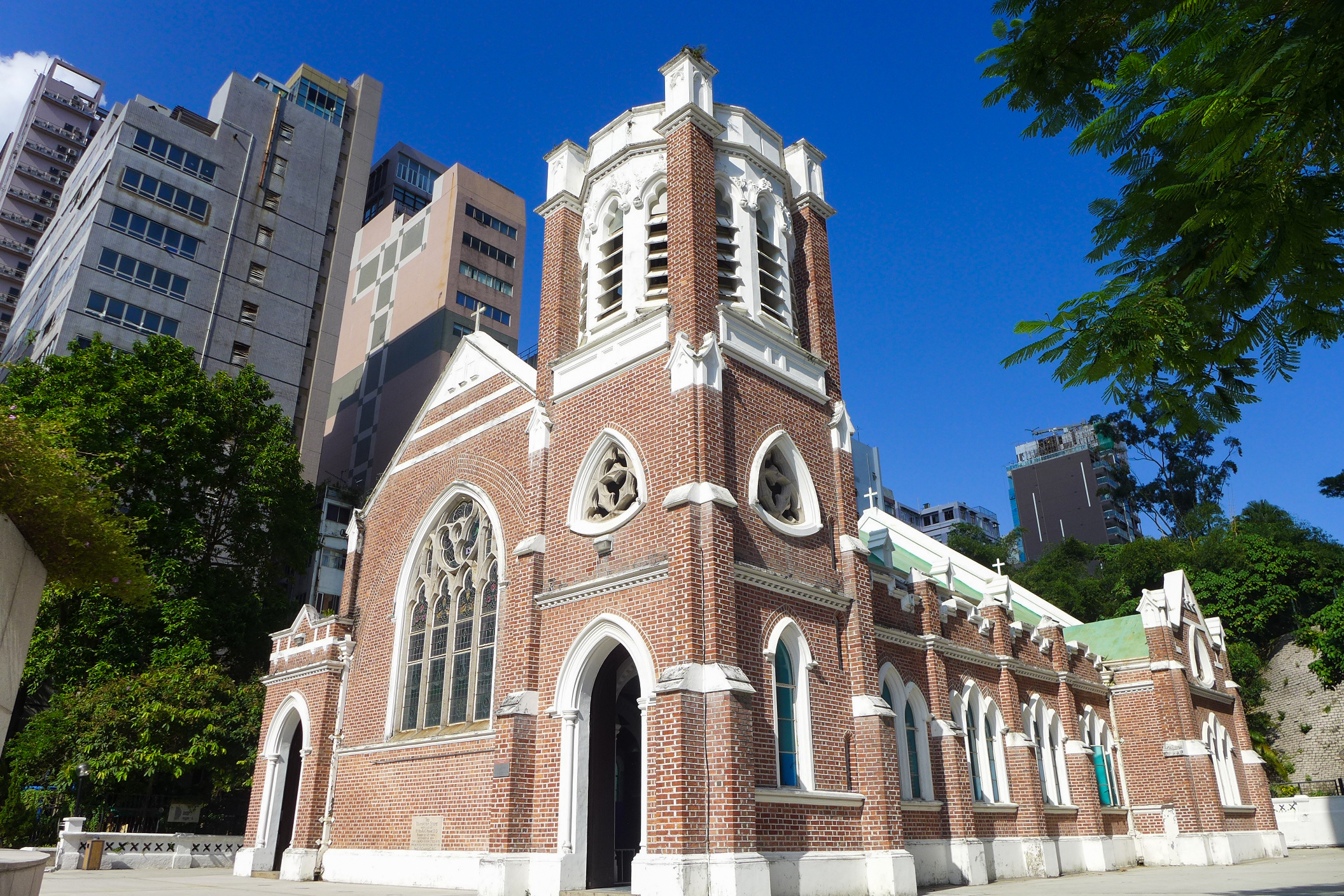
聖安德烈堂

### 酒店

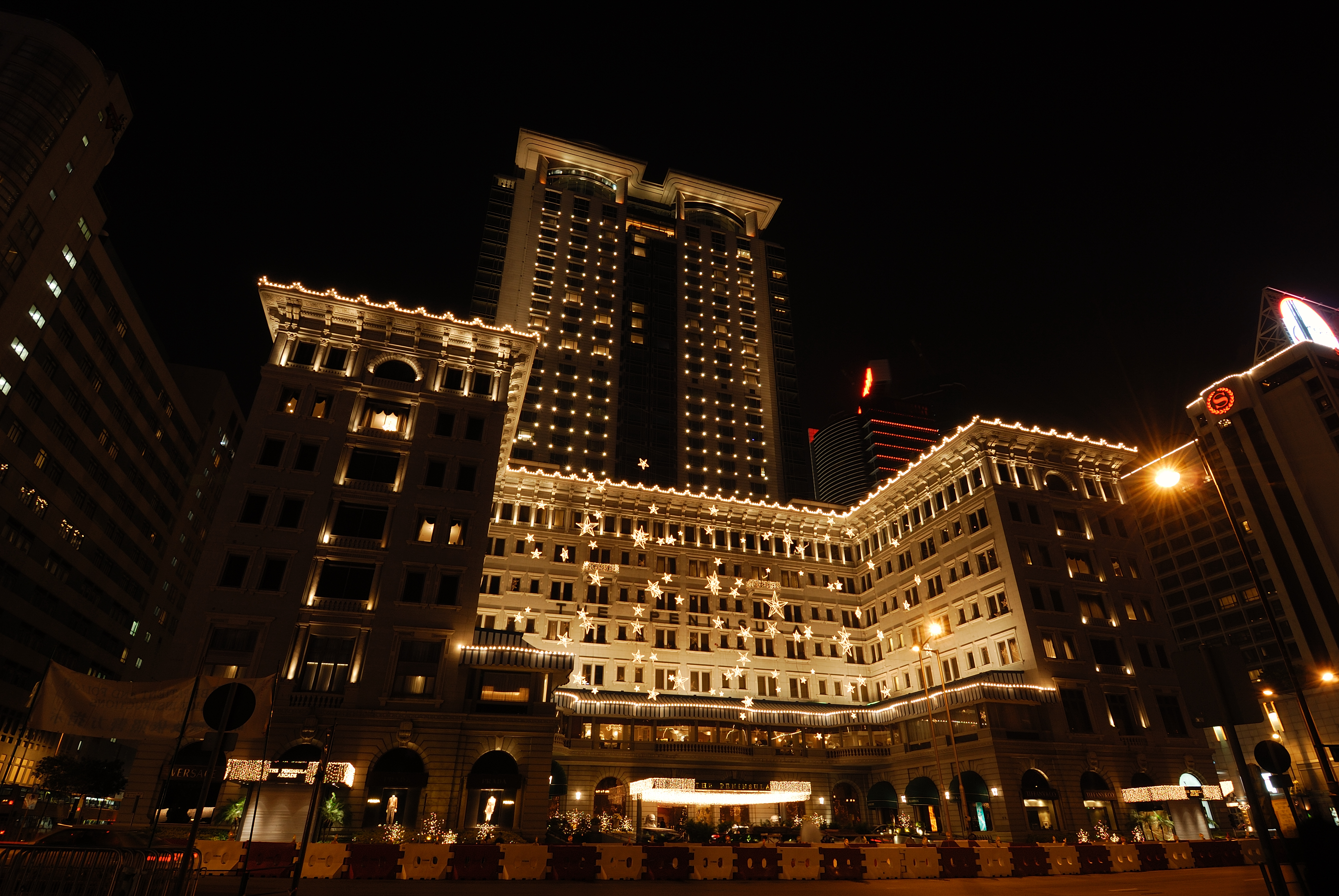
入夜後的半島酒店

尖沙咀酒店多元化，由廉價賓館至五星級酒店不等。
- 半島酒店

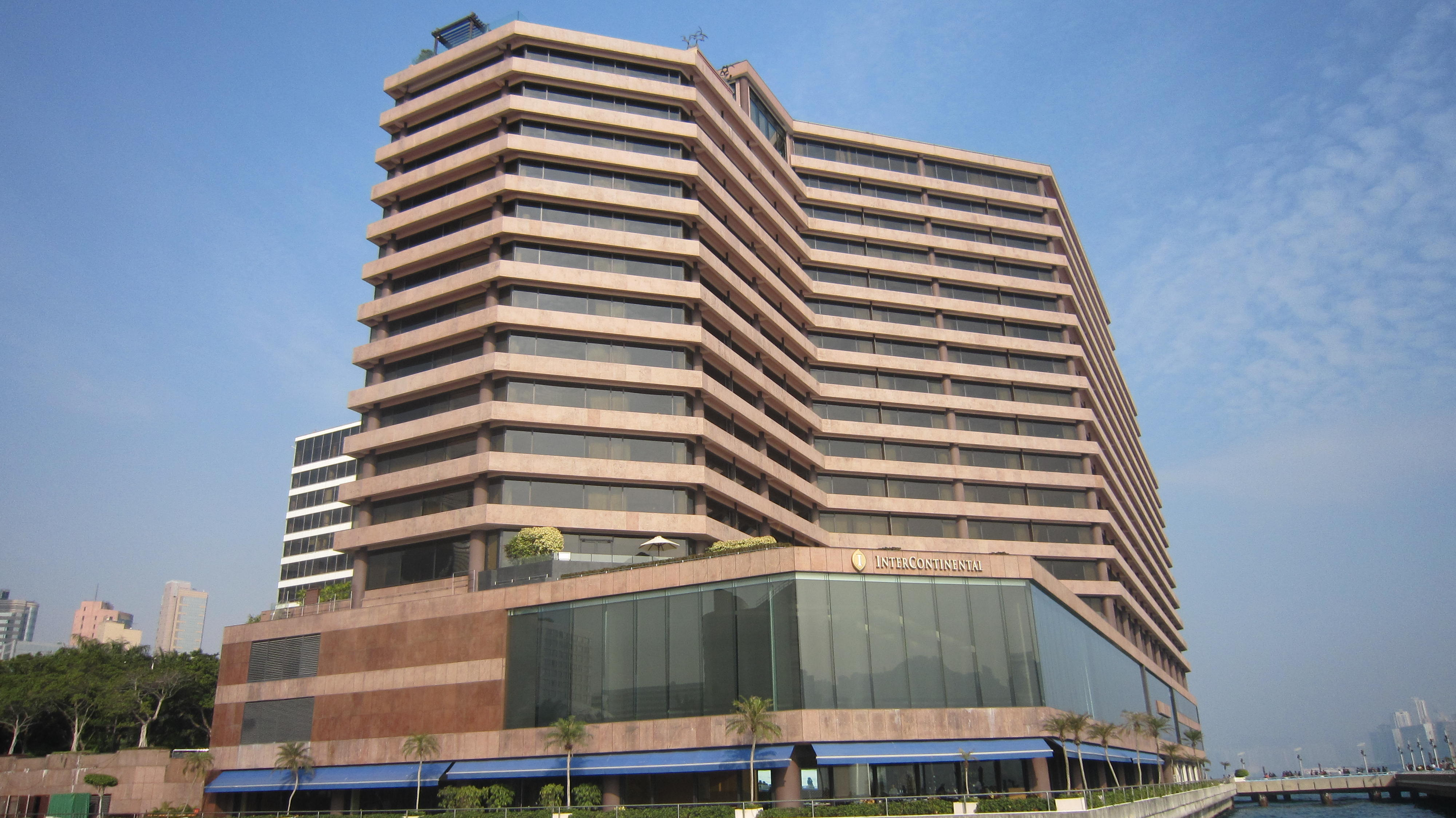
香港麗晶酒店
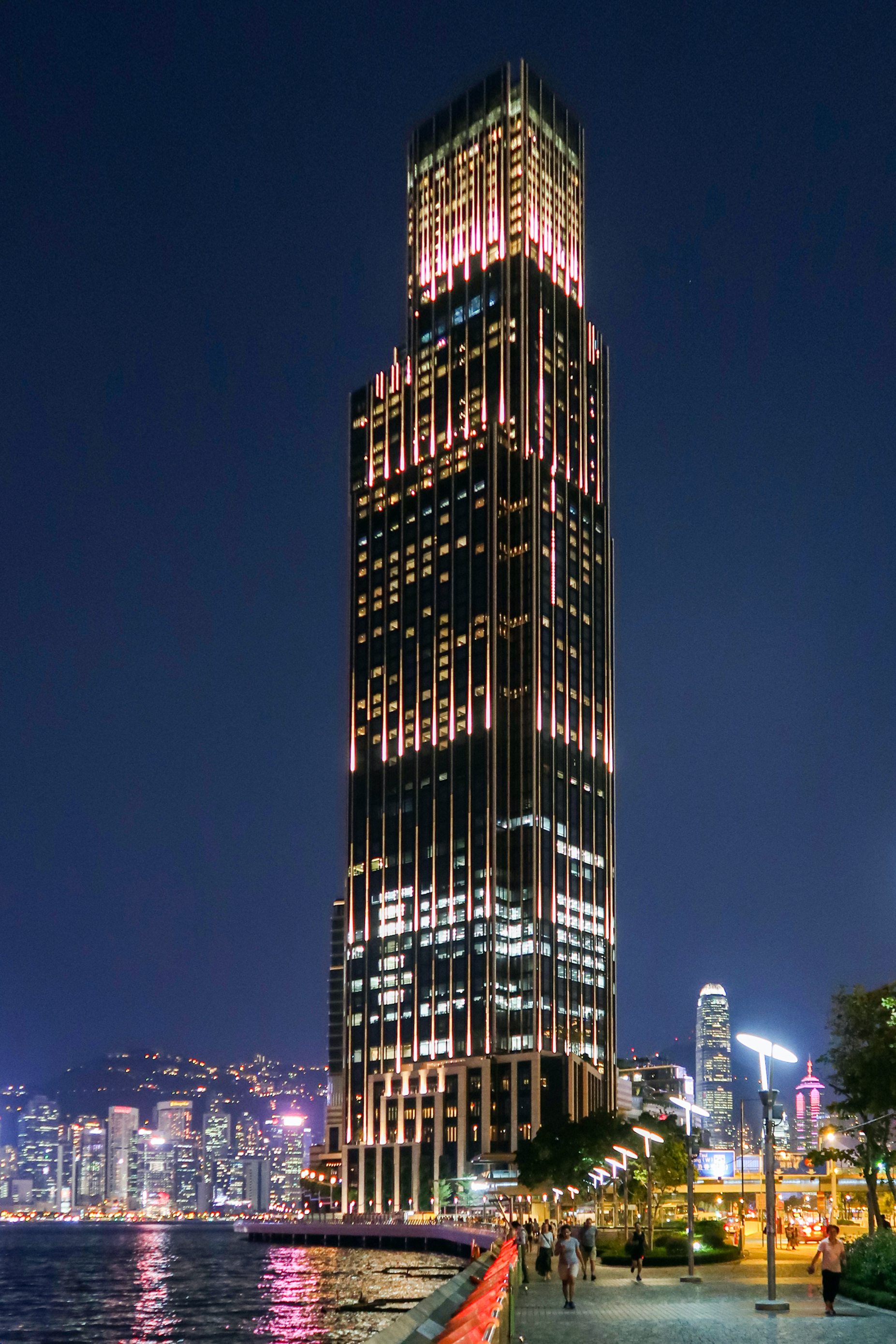
香港瑰麗酒店
- K11 ARTUS
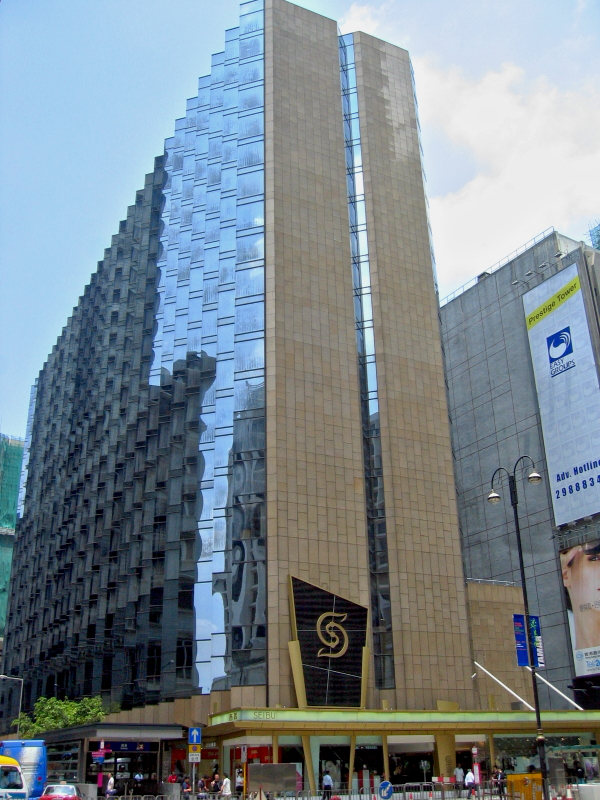
香港喜來登酒店
- 九龍酒店
- 金域假日酒店
- 香港尖沙咀凱悅酒店
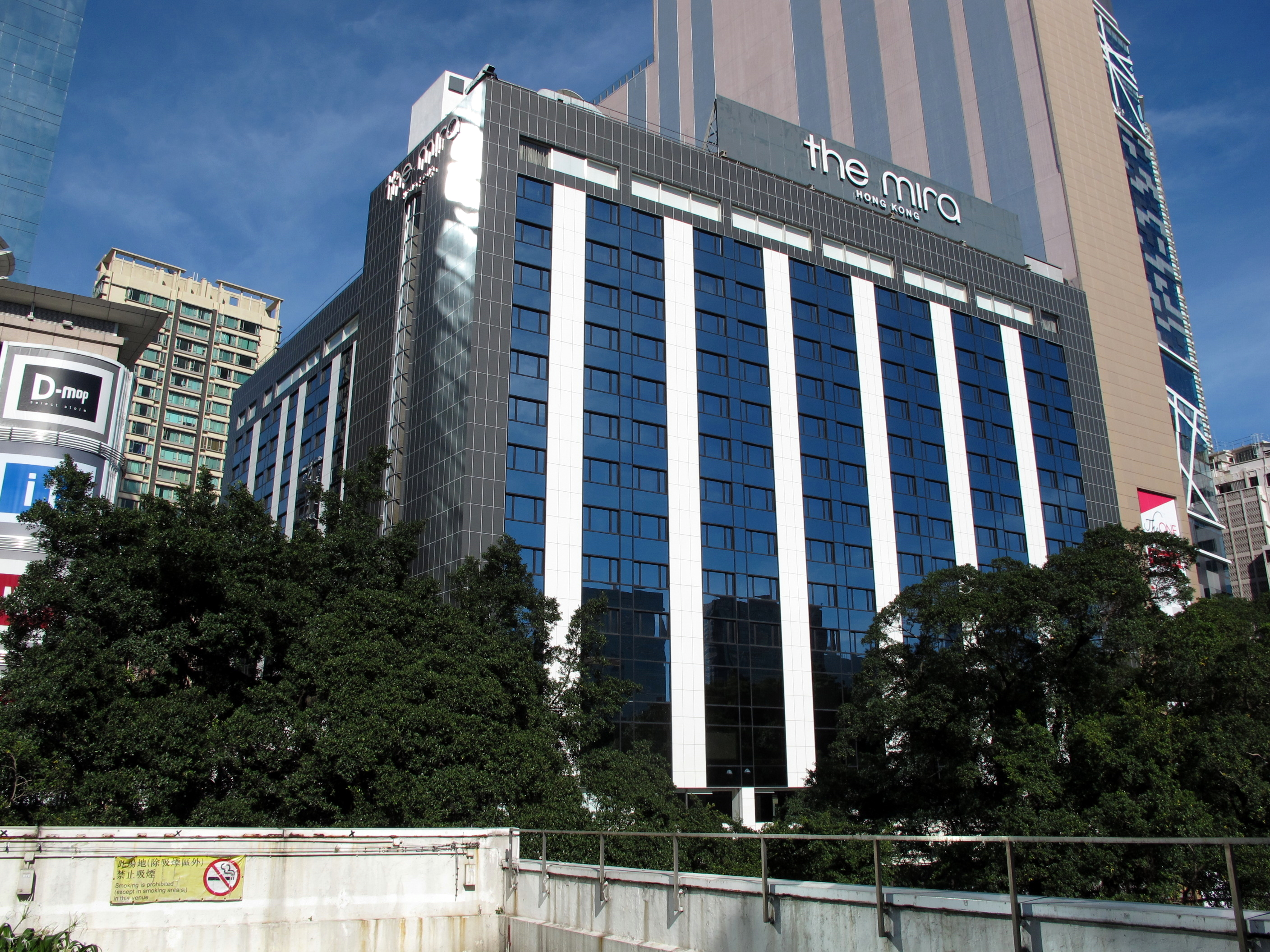
The Mira Hong Kong
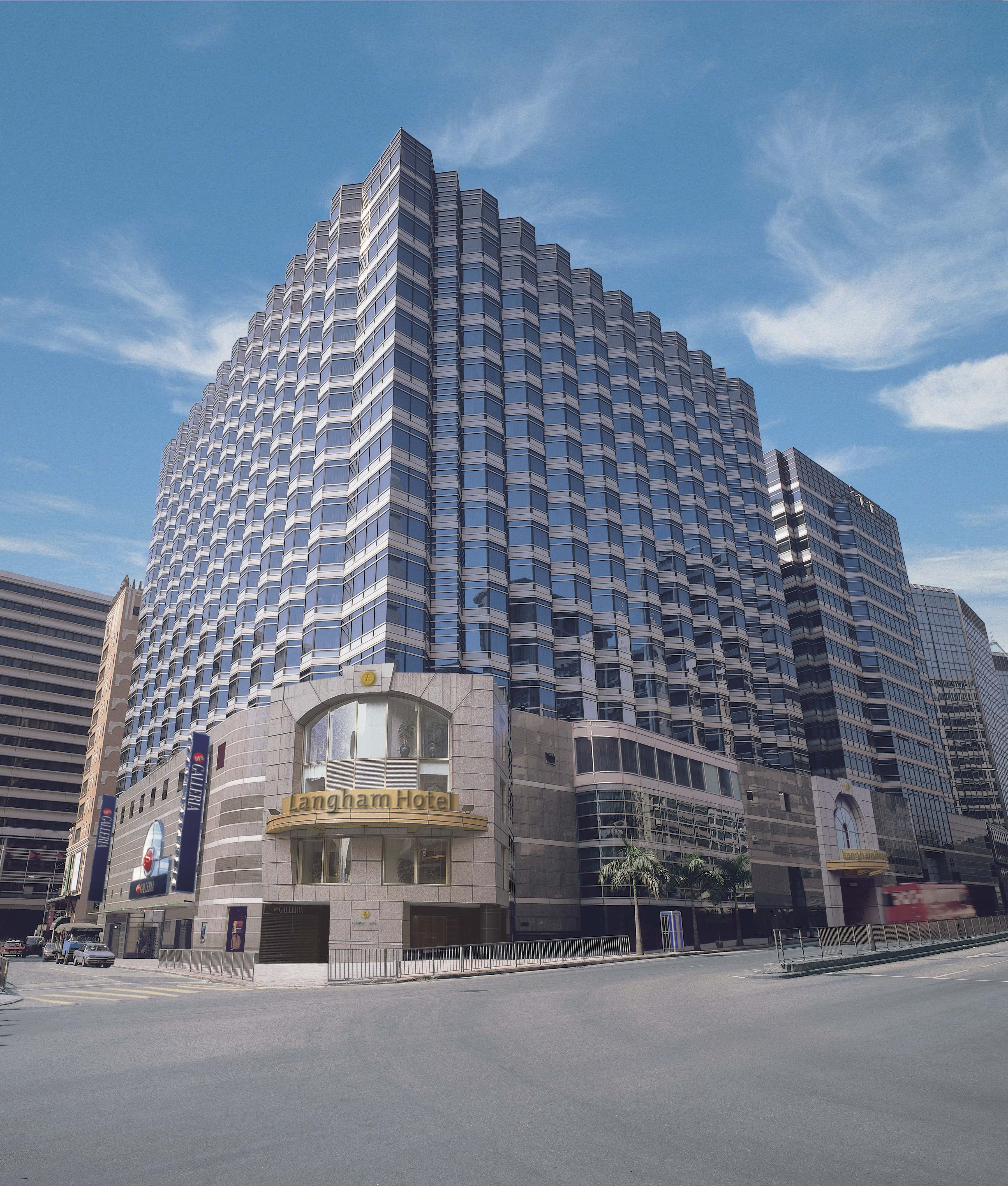
香港朗廷酒店
- 馬哥孛羅香港酒店
- 香港太子酒店
- 香港港威酒店
- 九龍香格里拉酒店
- 海景嘉福酒店
- 帝苑酒店
- 千禧新世界香港酒店
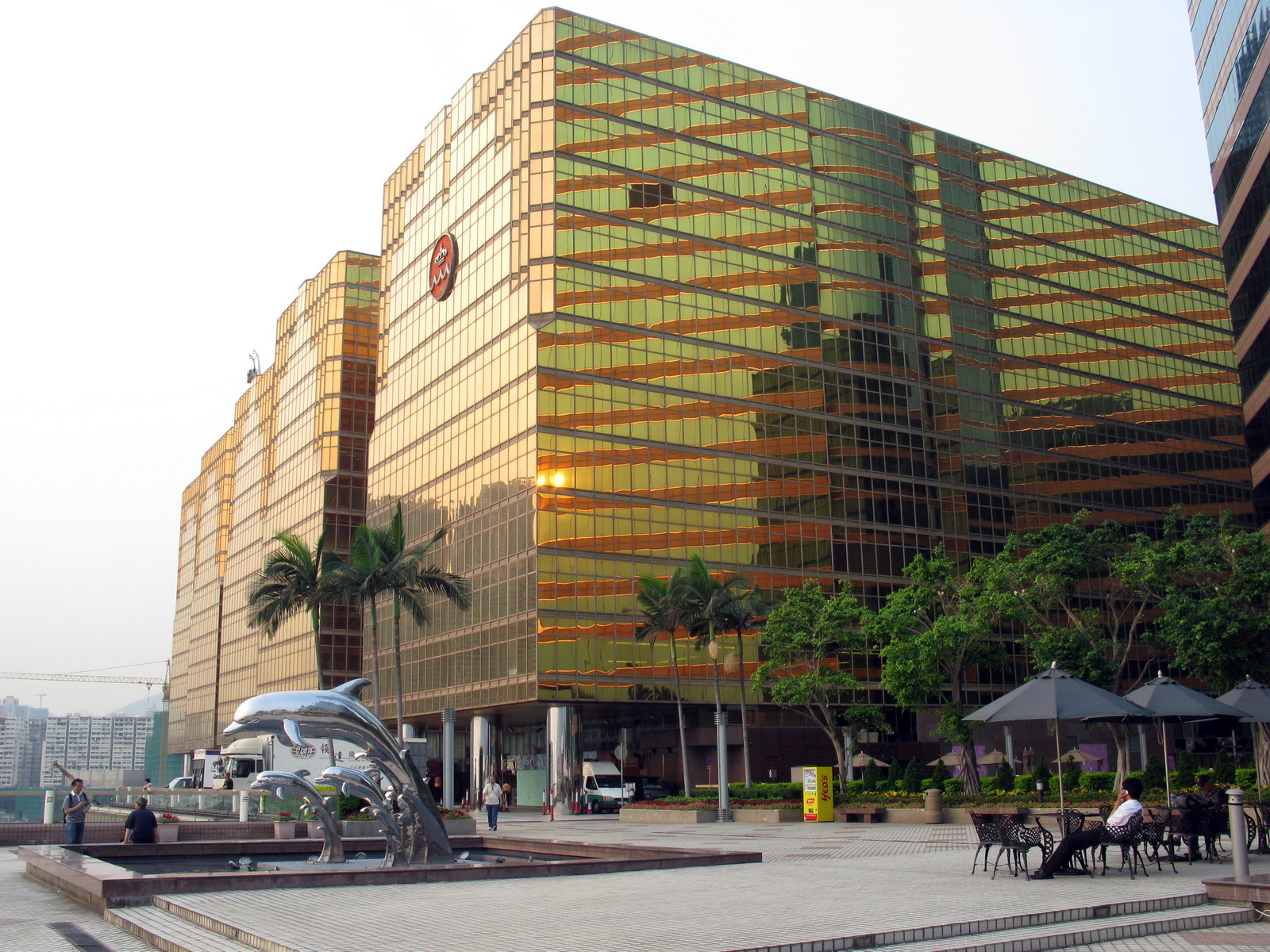
皇家太平洋酒店
- 君怡酒店
- 麗景酒店
- 香港基督教青年會賓館
- The Nate 香港開放式公寓
- 簡悦酒店
- 諾士酒店

- 香港麗晶酒店
- 香港瑰麗酒店
- 九龍酒店
- The Mira Hong Kong
- 香港朗廷酒店
- 皇家太平洋酒店

## 社區設施

### 團體
- 尖沙咀街坊福利會
- 香港基督教服務處

### 休憩設施
- 九龍公園
- 梳士巴利花園
- 尖沙咀海濱花園
- 尖沙咀東海濱平台花園
- 信號山公園
- 市政局百週年紀念花園
- 西九龍海濱長廊
- 康達徑花園
- 廣東道遊樂場
- 中間道兒童遊樂場

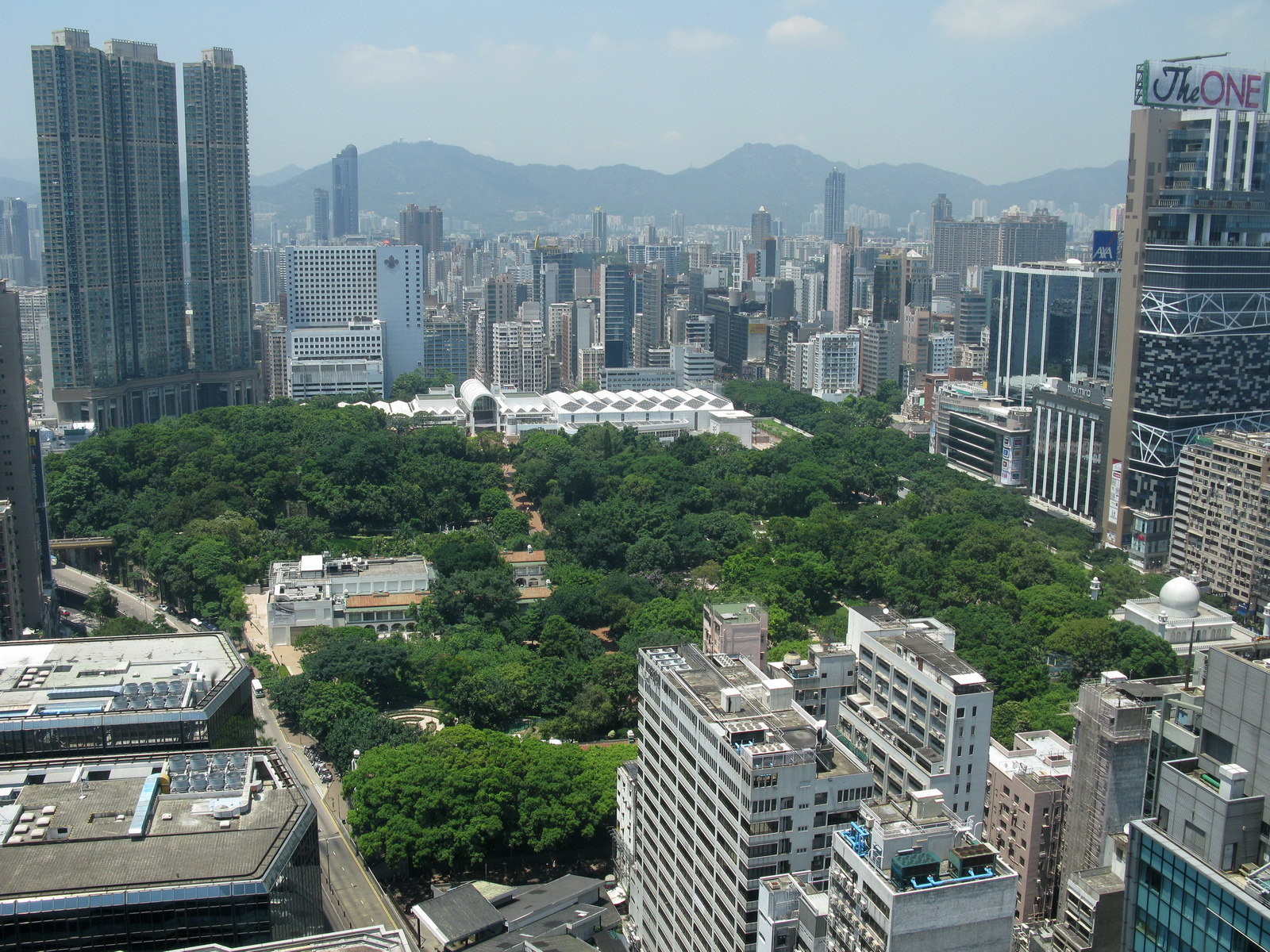
九龍公園

- 海防道兒童遊樂場（前稱九龍公園徑兒童遊樂場）
- 西九文化區
- 戲曲中心

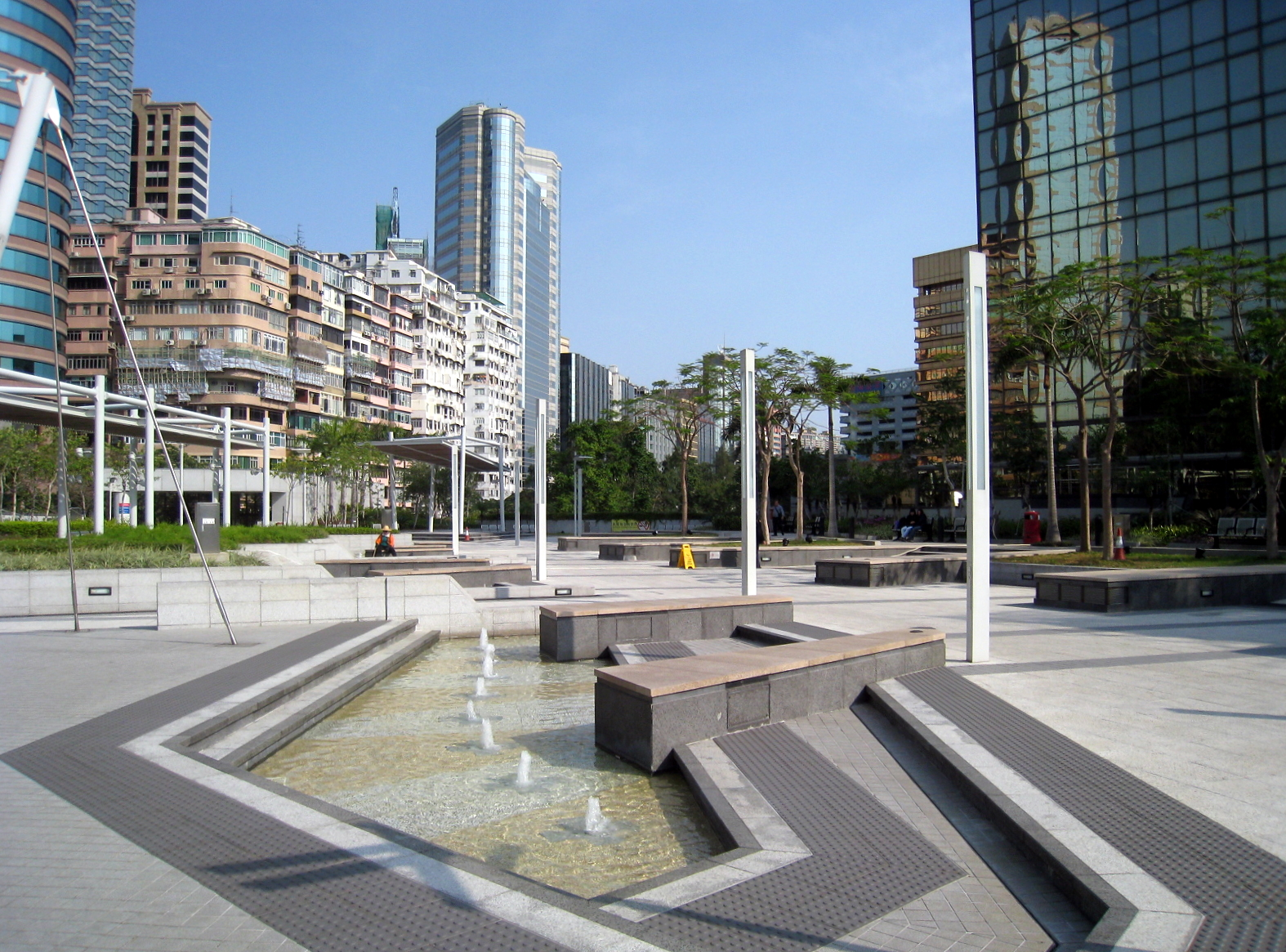
尖沙咀東海濱平台花園
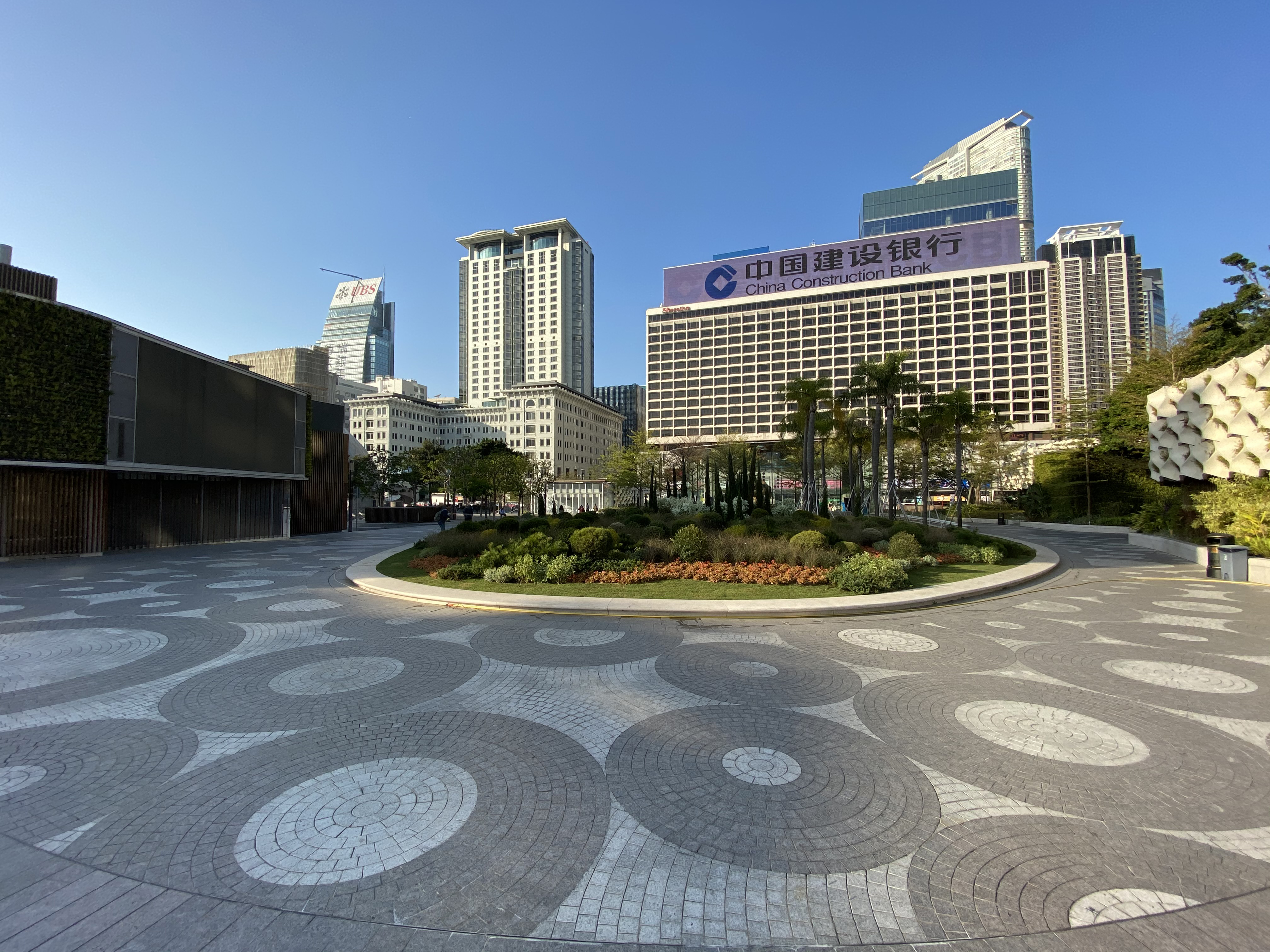
梳士巴利花園
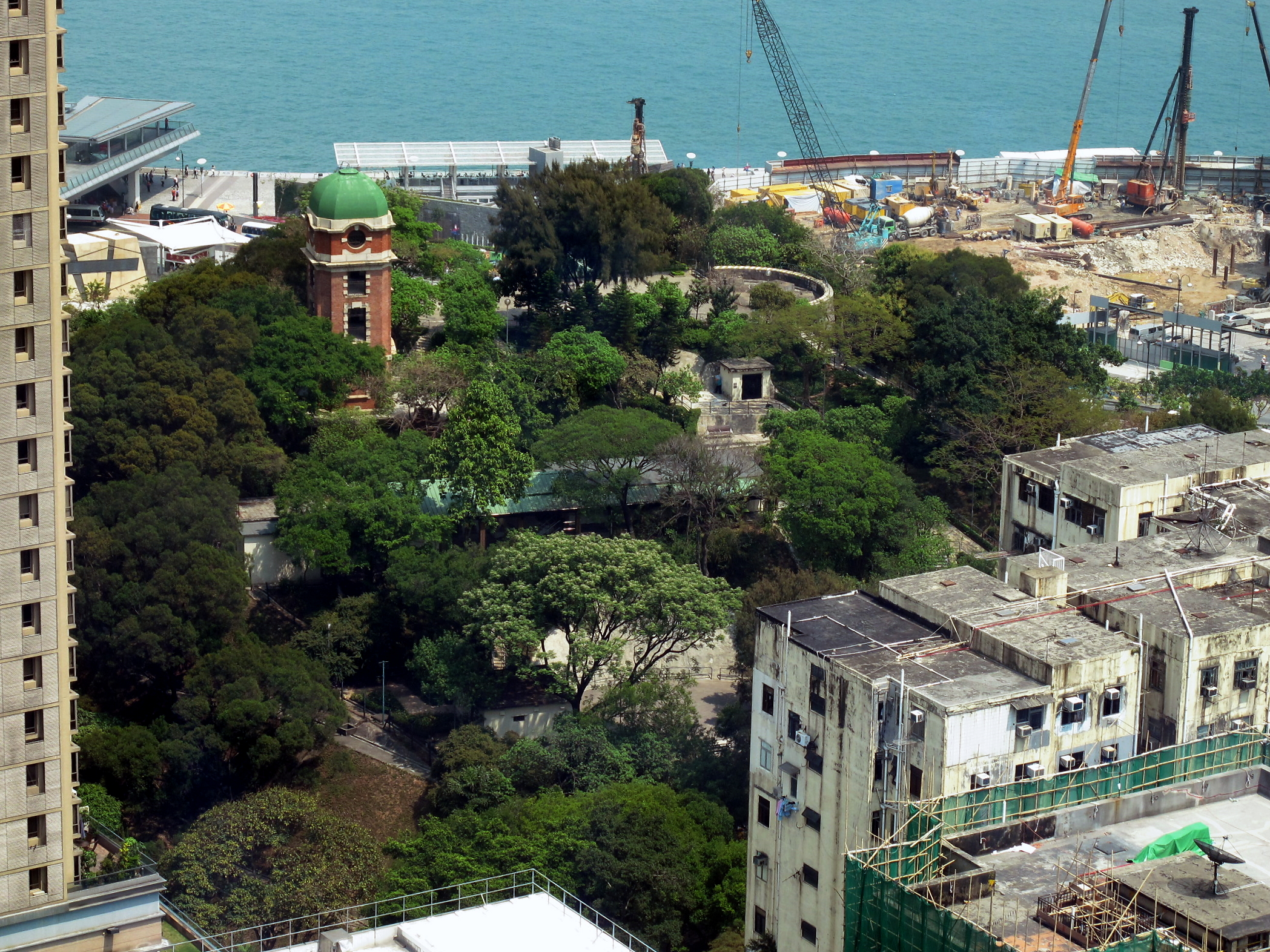
信號山公園
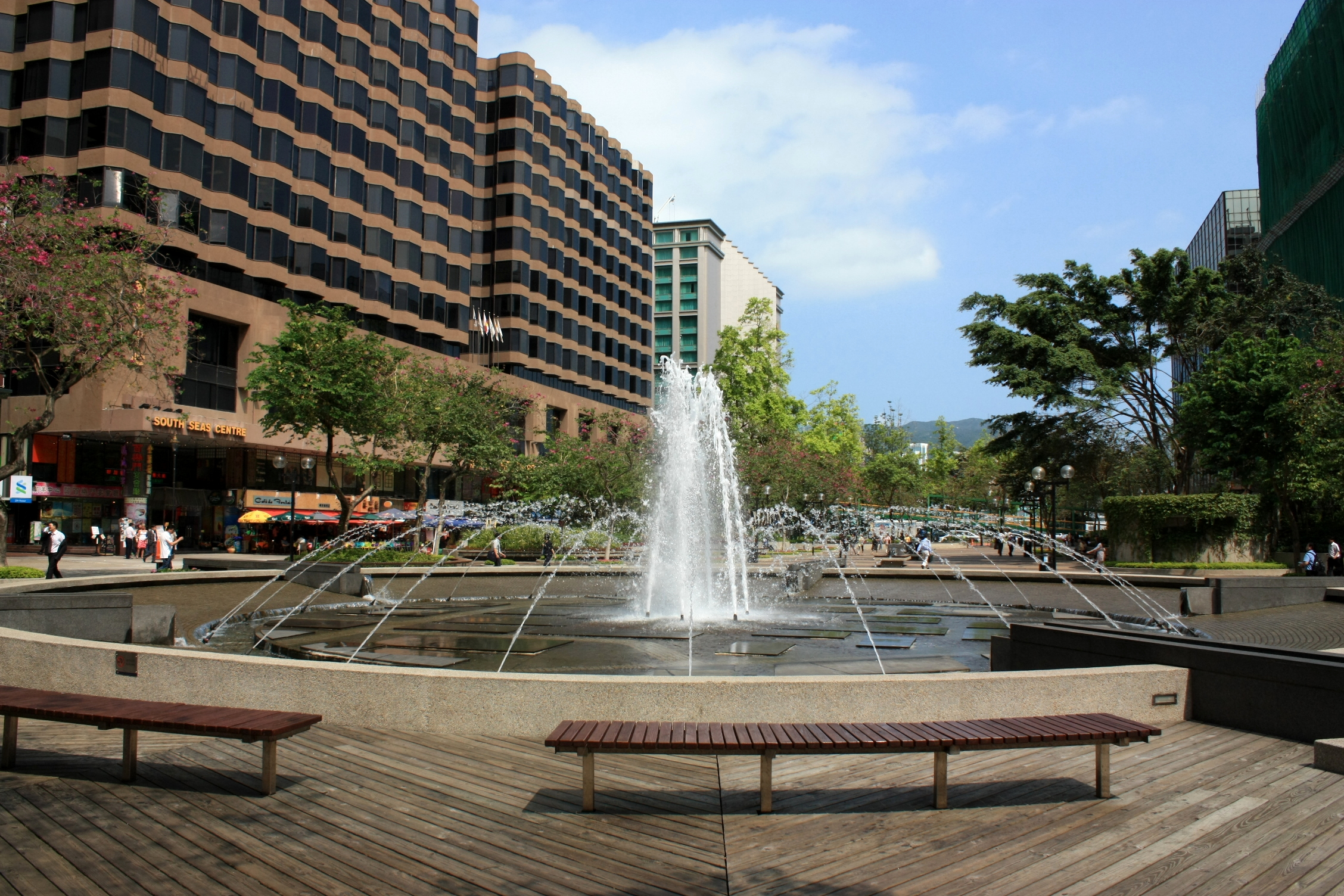
市政局百週年紀念花園

### 博物館

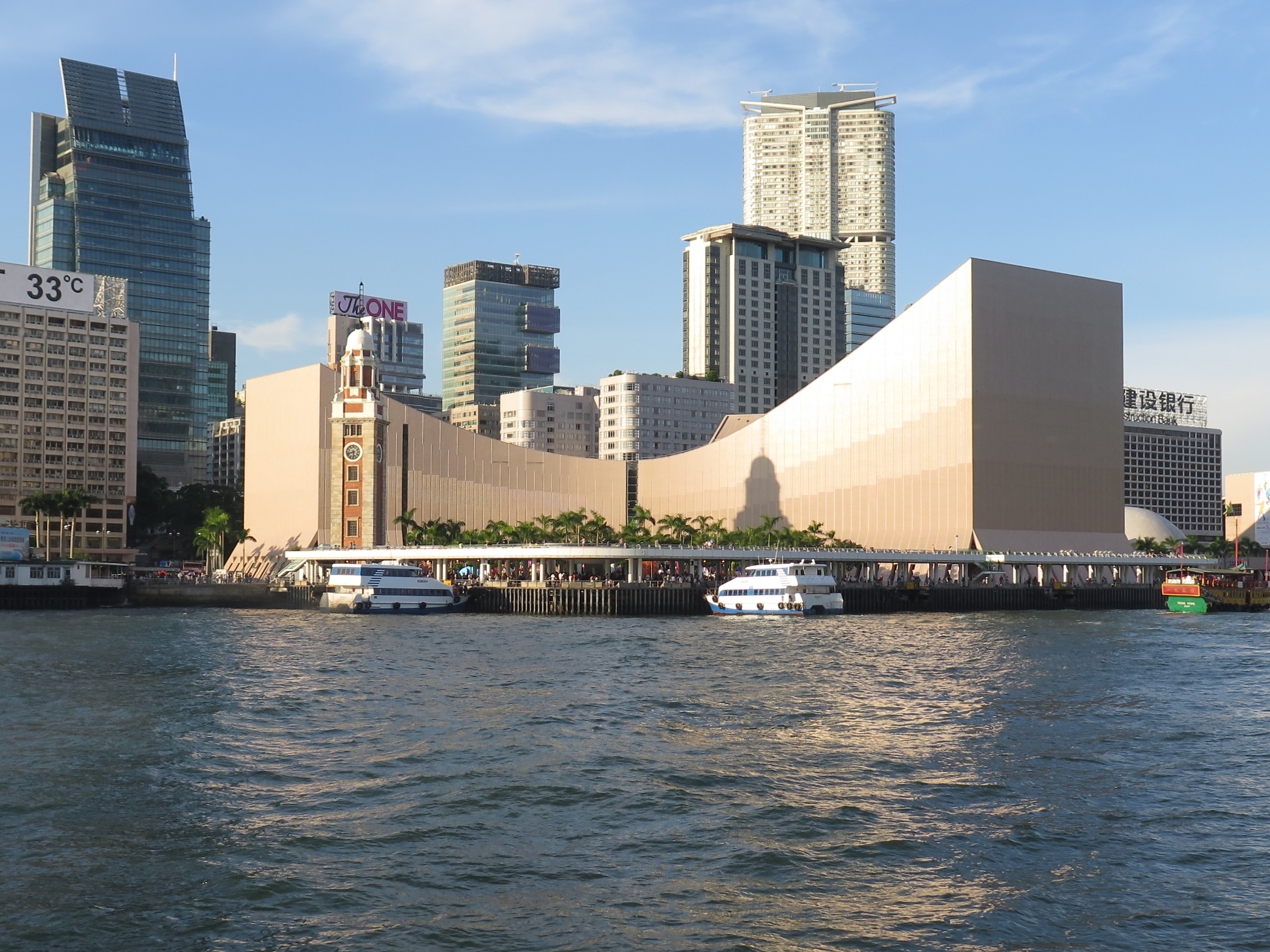
香港文化中心

尖沙咀也是香港的博物馆集中地，包括：
- 香港文化中心

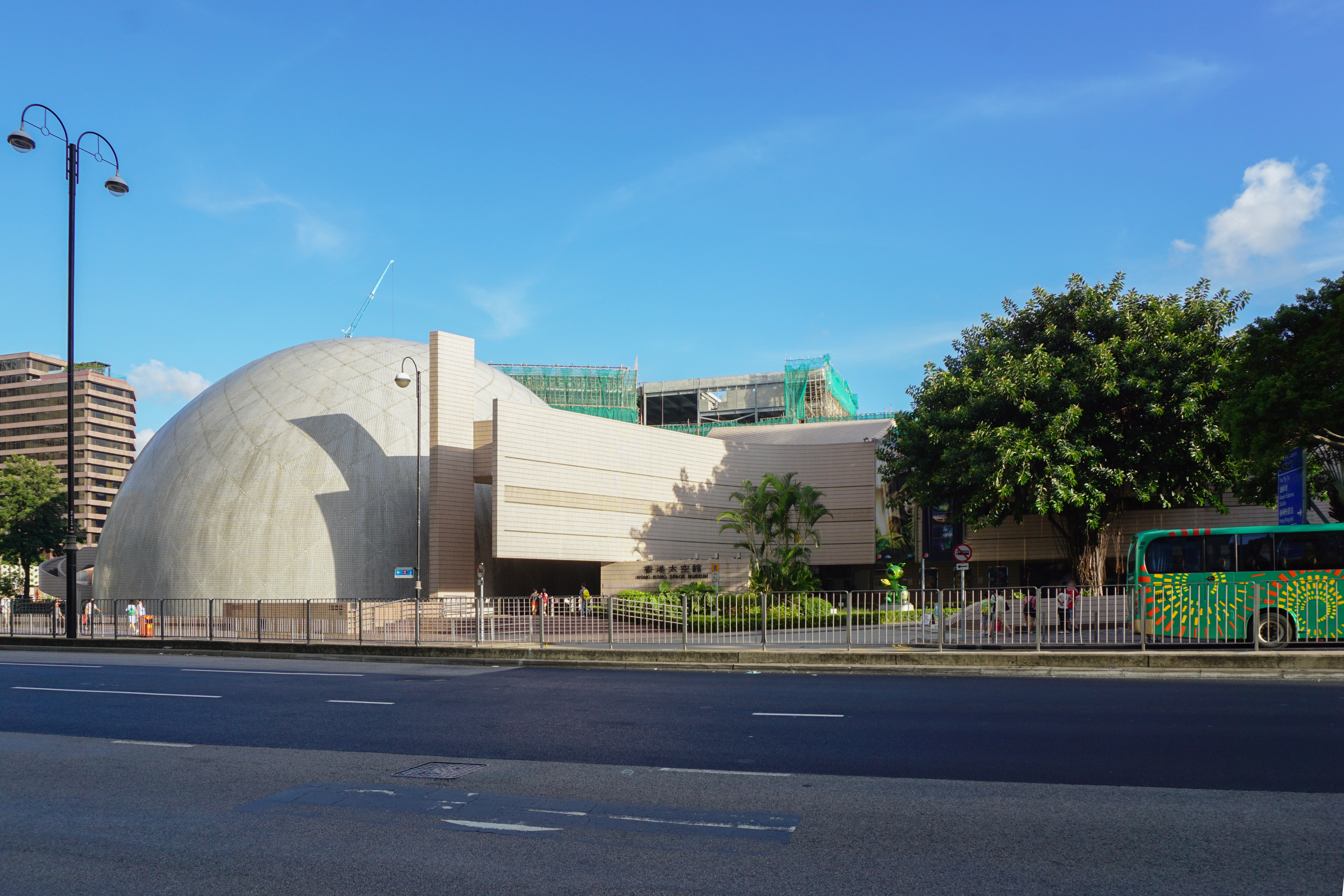
香港太空館
- 香港藝術館
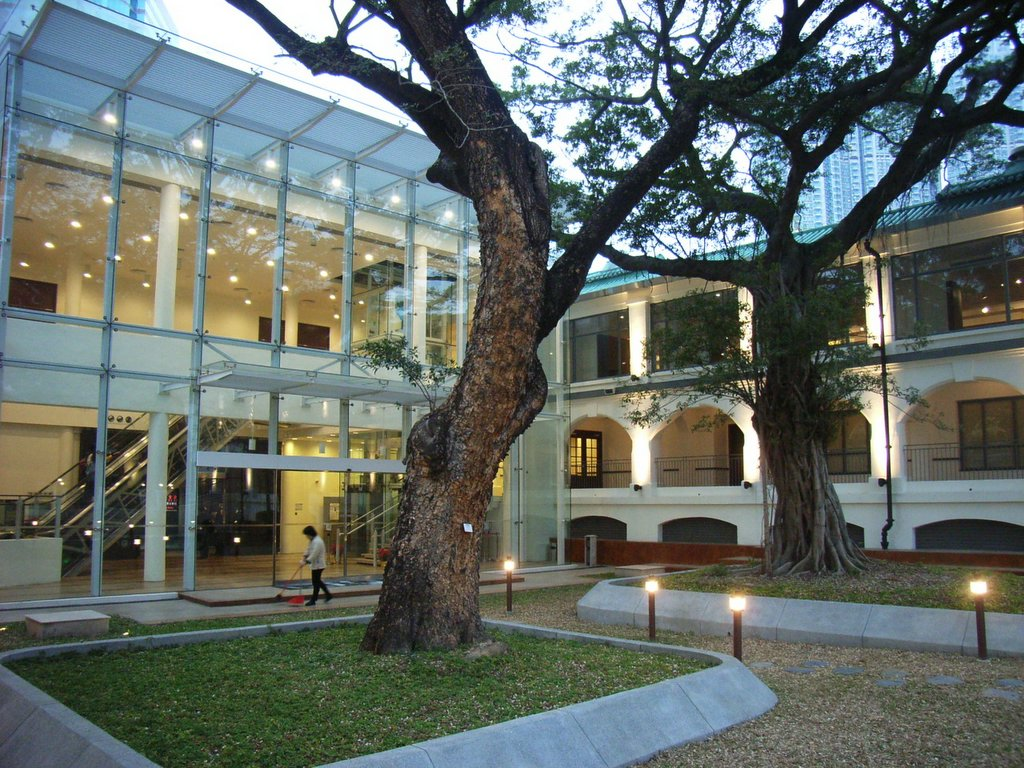
香港歷史博物館（位於尖東）
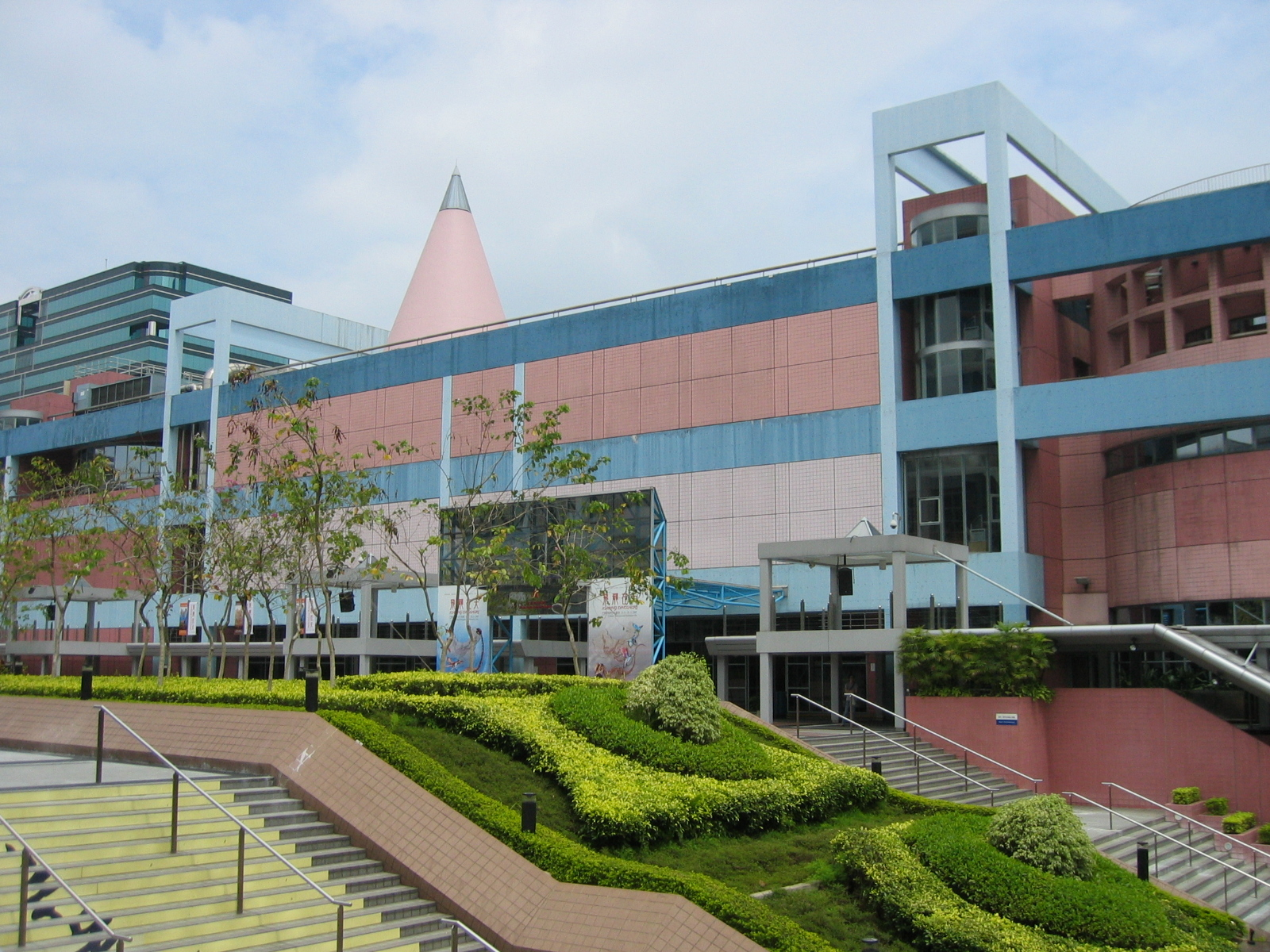
香港科學館（位於尖東）
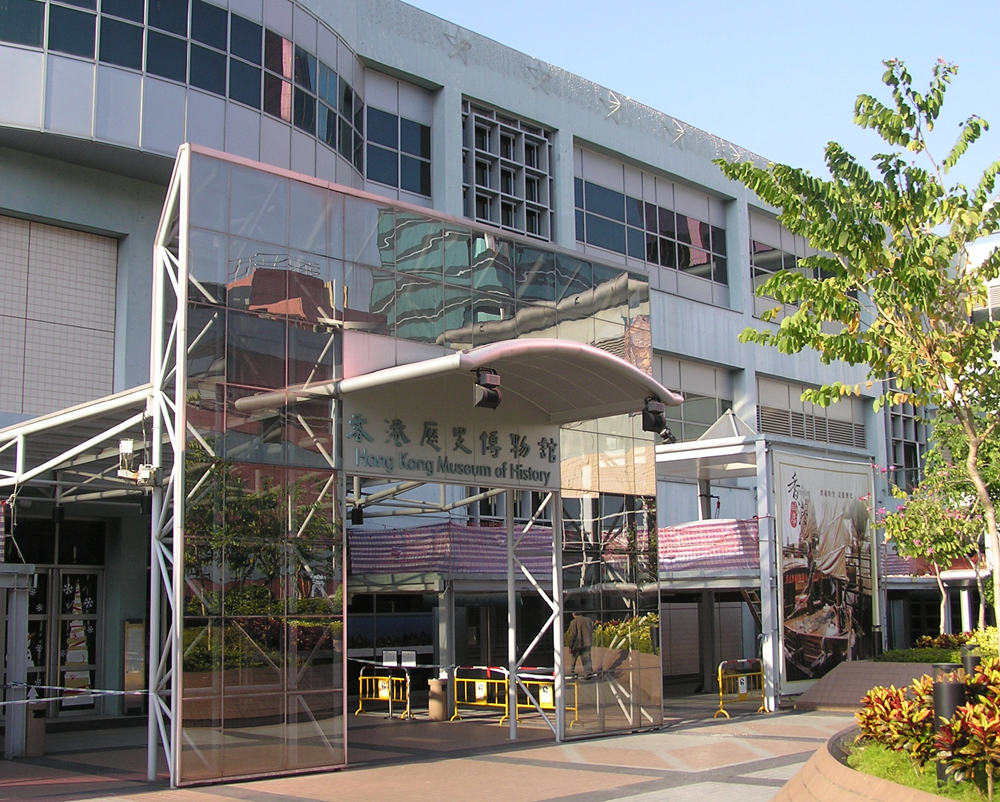
香港文物探知館（位於九龍公園內）

- 香港太空館
- 香港文物探知館
- 香港科學館
- 香港歷史博物館

### 圖書館
- 尖沙咀公共圖書館，位於尖沙咀東部科學館道1號康宏廣場1樓
- 自助圖書站 (香港文化中心) （页面存档备份，存于）

### 教育
大專
- 香港中文大學專業進修學院：九龍尖沙咀漆咸道南39號鐵路大廈、尖沙咀加連威老道98號東海商業中心、尖沙咀漆咸道南67 號安年大廈
- 香港浸會大學持續教育學院：尖沙咀彌敦道136 號A尖沙咀街坊福利會大廈
- 嶺南大學持續進修學院：尖沙咀東麼地道66 號尖沙咀中心
- 香港城市大學專業進修學院：尖沙咀東麼地道77號華懋廣場（2025年後結束辦學）
- 香港理工大學教學酒店綜合大樓唯港薈：尖沙咀科學館道17號
- 香港商業專科學校：尖沙咀柯士甸道81號
- 香港浸信會聯會專業書院：尖沙咀柯士甸道33-39號（1982年-1986年)
- 大一藝術設計學院 (已搬遷)
- 中華神學院尖沙咀教育中心(1964年-2007年)

中學
- 麗澤中學：尖沙咀廣東道180號
- 嘉諾撒聖瑪利書院：尖沙咀柯士甸道162號
- 香港基教書院 (1966年-1989年)
- 利瑪竇書院九龍第二校 (已結束辦學)
- 萃華英文書院尖沙咀分校：尖沙咀山林道(已結束辦學)

小學
- 德信學校：尖沙咀柯士甸道103號
- 廣東道官立小學：尖沙咀廣東道178號（預計2025年後遷出）
- 香港凱莉山學校小學部：尖沙咀柯士甸道152號好兆年行 (2019-2024)

## 流行文化
- 1994年香港電影《重慶森林》 原型及取景地點為尖沙咀重慶大廈
- 2004年4月，星光大道 (香港)開幕，仿傚美國星光大道建造，傑出電影工作者的芳名與掌印均鑲嵌在經過特別製作的紀念牌匾上
- 2005年11月21日，香港旅遊事務署其下的幻彩詠香江正式獲列入，成為全球最大型燈光音樂匯演
- 無綫電視劇集《金宵大廈》(2019年)及《金宵大廈2》(2021年)原型及外景取景地點為香檳大廈
- 山林道 (歌曲)：為香港歌手謝安琪在2016年的派台歌曲，皆因其錄音室設立於此街道上，所以歌曲以此街道命名，歌曲講述歌手謝安琪與其音樂團隊出道首十年拼搏的經歷。

## 全區演變

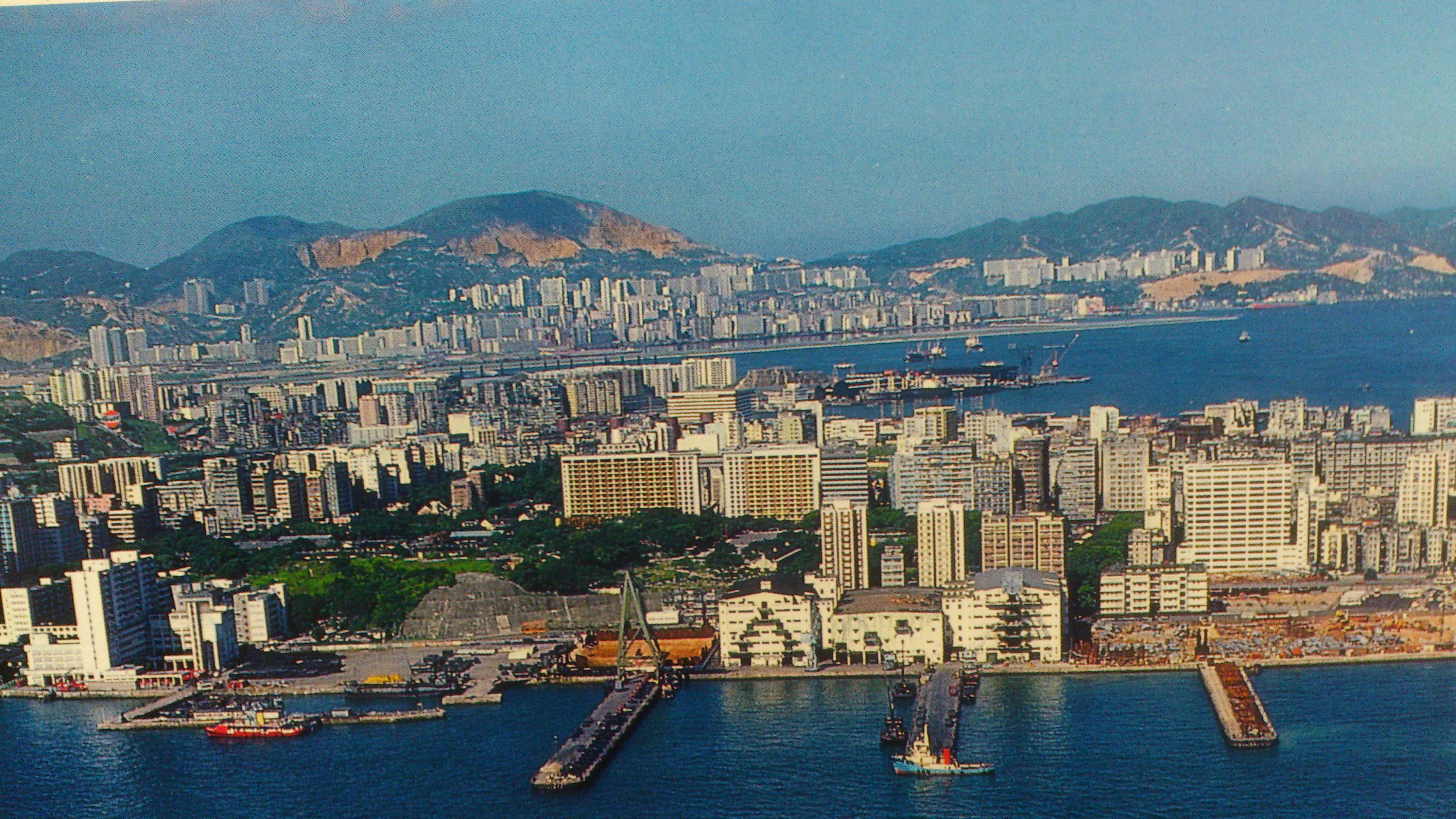
1975年的尖沙咀，可見遠方的東九龍和啟德機場跑道

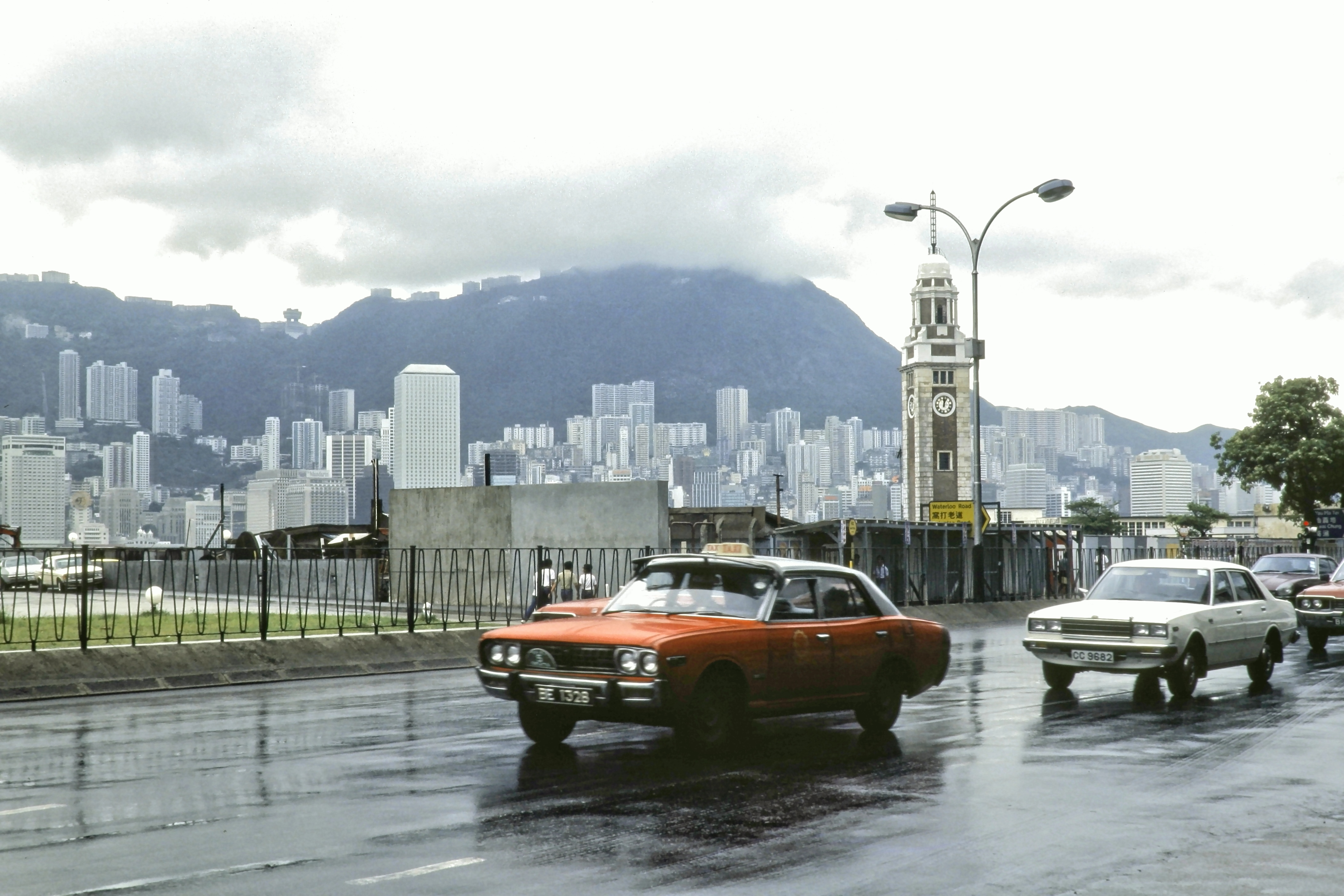
1980年前尖沙咀火車站拆卸後，只留下尖沙咀鐘樓，目前是法定古蹟

- 1884年，香港天文台啟用；香港水警總部建成。
- 1886年，九龍倉碼頭啟用。
- 1888年，天星小輪開始提供往來香港島及九龍半島的渡輪服務。
- 1910年，由尖沙咀通往廣州之九廣鐵路通車。
- 1911年，尖沙咀碼頭重建完成。
- 1916年，尖沙咀火車站落成。
- 1920年，尖沙咀碼頭巴士總站啟用。
- 1928年，半島酒店開業。
- 1941年12月25日，第二次世界大战，香港淪陷，港督楊慕琦於半島酒店投降，半島酒店更成為日本軍政府總部。
- 1966年，海運大廈落成。
- 1968年，位於加連威老道33號的基督教協進大樓落成，成為香港基督教協進會及香港基督教服務處的總部。大樓前身是世界信義宗香港社會服務處辦事處及道聲出版社。
- 1970年，九龍公園啟用。
- 1975年11月30日，尖沙咀火車站遷往紅磡，尖沙咀鐘樓則獲保留。
- 1978年，新世界中心第一期落成。
- 1979年，地鐵尖沙咀站啟用。
- 1980年，香港太空館啟用；新世界中心第二期落成。
- 1988年，中港城落成。
- 1989年，香港文化中心啟用。
- 1997年，名店城落成。
- 1999年，海港城擴建部份落成，成為全港最大商場。
- 2004年，香港星光大道啟用；九廣東鐵（現港鐵東鐵綫）尖東站啟用。
- 2009年，九龍南綫通車，尖東站由東鐵綫南面終點站變為西鐵綫中途站；由香港水警總部改建而成的1881 Heritage開幕。同年12月K11及iSQUARE商場開業。
- 2010年，新世界中心拆卸重建，The ONE商場開業。
- 2015年，星光大道封閉至2018年年底以進行擴建工程。香港藝術館閉館3年進行翻新擴建，預計2019年重新開放。
- 2017年，梳士巴利花園重開。
- 2019年，星光大道重開；K11 MUSEA商場開業。
- 2021年6月27日，港鐵屯馬綫通車，尖東站變為屯馬綫中途站。

## 環境
思匯政策研究所的研究發現，尖沙咀人均公共休憩空間有5.9平方米，因為九龍公園位於本區，故此數字比旺角和油麻地的高，亦高於政府訂立的2平方米標準，以及略高於東京的5.8平方米，但比首爾的6平方米和新加坡的8平方米低。

## 交通

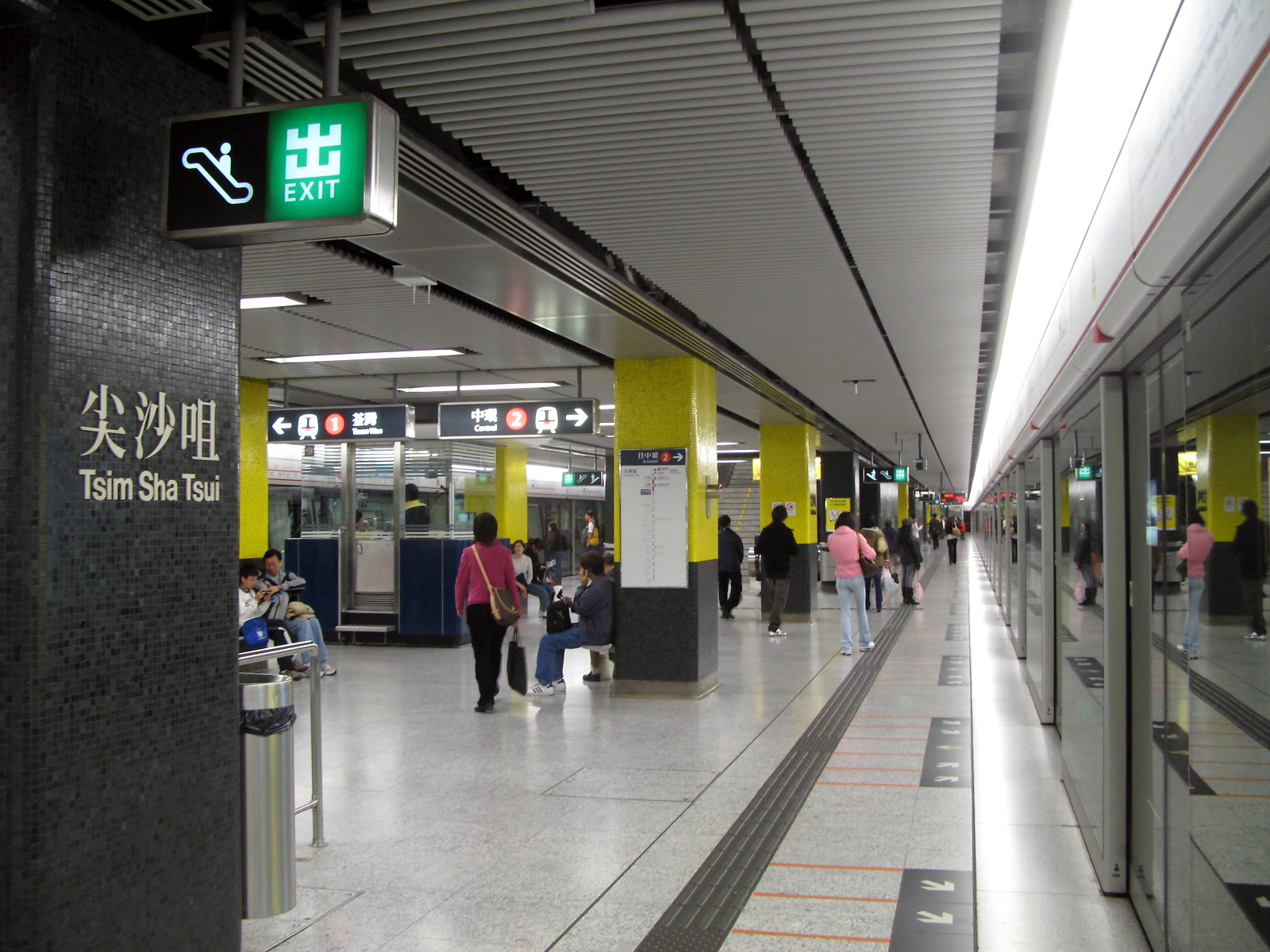
港鐵尖沙咀站

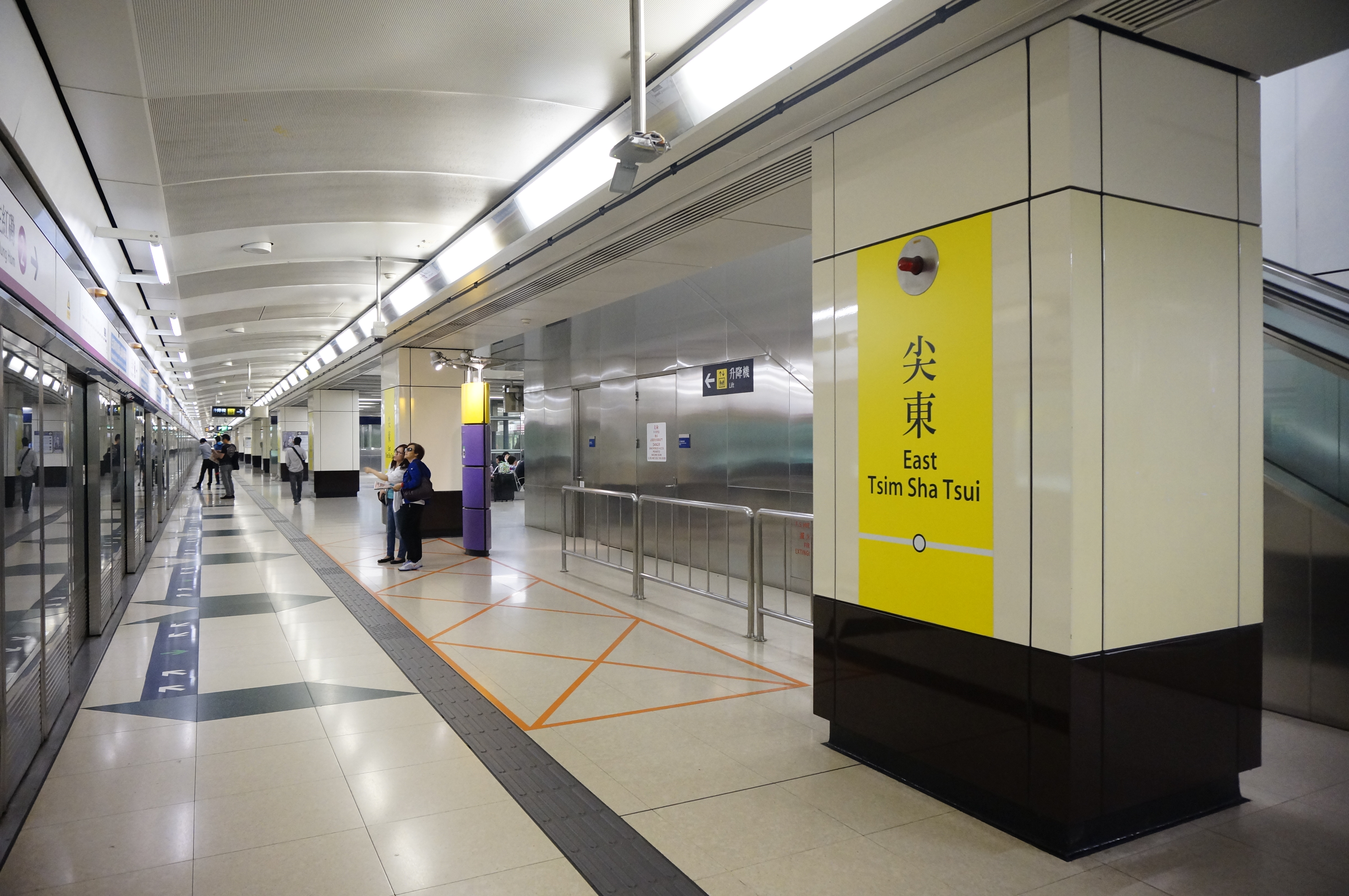
港鐵尖東站

尖沙咀交通相當繁忙，尤以彌敦道為甚，設有多個交通運輸交匯處，當中以尖沙咀碼頭歷史最悠久，有多線巴士途經前往九龍其他地方或新界。另外，尖沙咀東 (麼地道) 總站也有不少路線使用。中港碼頭總站更是全港罕有位於水平線以下的地底巴士總站。彌敦道和梳士巴利道地下分別由港鐵荃灣綫和屯馬綫貫通，設有尖沙咀站和尖東站兩個獨立車站，但以同一張八達通卡通過兩站間的行人通道在荃灣綫與屯馬綫之間轉乘，就視作一程車程計算車資。使用鐵路前往旺角、深水埗、荃灣、中環、馬鞍山新市鎮、鑽石山、土瓜灣、元朗和屯門等地都無需轉乘，而前往沙田、大埔、粉嶺、上水、羅湖或落馬洲，則需要在紅磡站或大圍站才能轉乘東鐵綫。

### 尖沙咀碼頭交通交匯處
尖沙咀天星碼頭公共運輸交匯處（英文：Star Ferry Public Transport Interchange）是香港最歷史悠久的大型公共運輸交匯處，附設巴士總站、小巴站、的士站及天星碼頭。被巴士公司稱為尖沙咀碼頭巴士總站（英文：Star Ferry Bus Terminus），現有十條巴士路線以此作總站及五條巴士線經過，鄰近尖沙咀鐘樓、尖沙咀天星碼頭、香港文化中心、星光大道、海港城及星光行。政府曾考慮遷拆巴士總站，並重建為新的露天廣場，但在市民反對下，計劃已取消。

### 尖沙咀東（麼地道）公共運輸交匯處
2005年香港立法會財務委員會通過撥款2億7,570萬元予旅遊事務署興建「尖沙咀東部的交通接駁系統」工程計劃 ，在永安廣場公園原址興建一個附設平台公園和行人天橋的公共運輸交匯處，內設9個鋸齒形巴士停車處和7個巴士輪候處，適合長12米的雙層巴士使用，上蓋興建平台公園及兩條分別橫跨梳士巴利道和漆咸道南的行人天橋，連接交匯處與尖沙咀海濱花園及尖東站上蓋的中間道兒童遊樂場，行人天橋連接海濱長廊的一端加建有蓋觀景台，本用以取代尖沙咀天星碼頭對出的交匯處，騰出地段興建露天廣場，尖東新交匯處於2007年8月落成啓用，交匯處及平台公園分別命名為尖東（麼地道）交通交匯處和尖沙咀東海濱平臺花園，其後因政府宣布擱置清拆尖沙咀碼頭巴士總站，總站僅能作分流巴士總站的作用。

### 渡輪服務

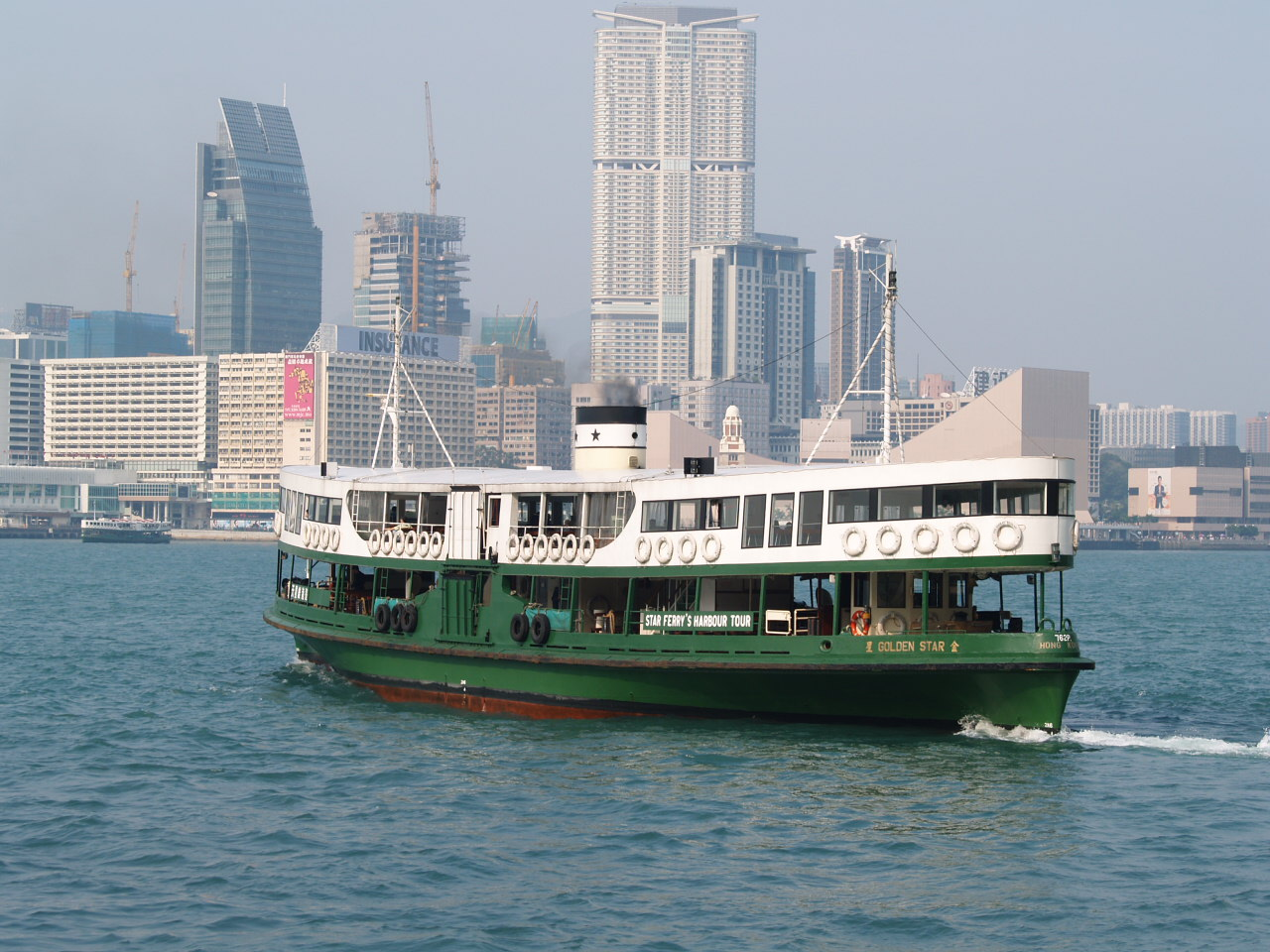
天星小輪是橫渡維多利亞港歷史悠久的交通工具

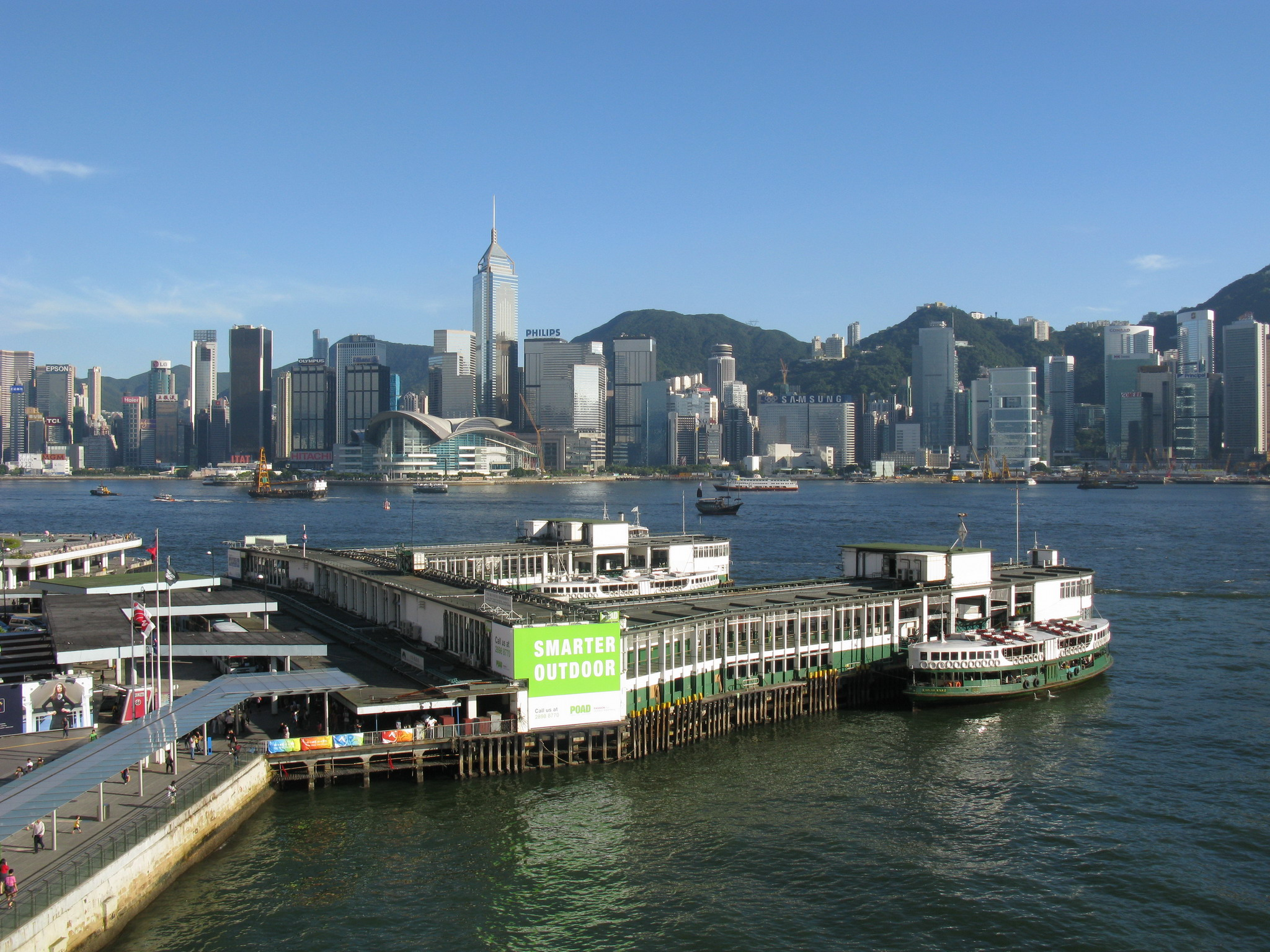
尖沙咀天星碼頭

### 主要道路

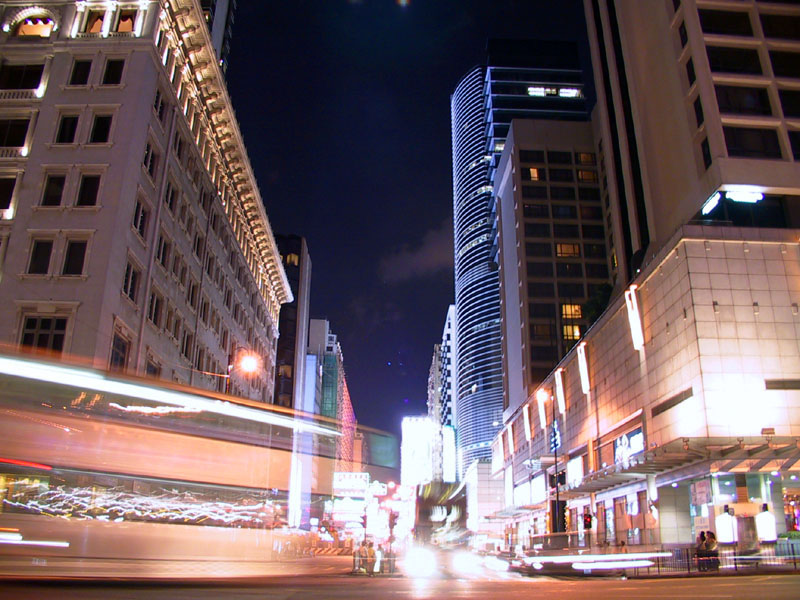
從香港太空館望向彌敦道

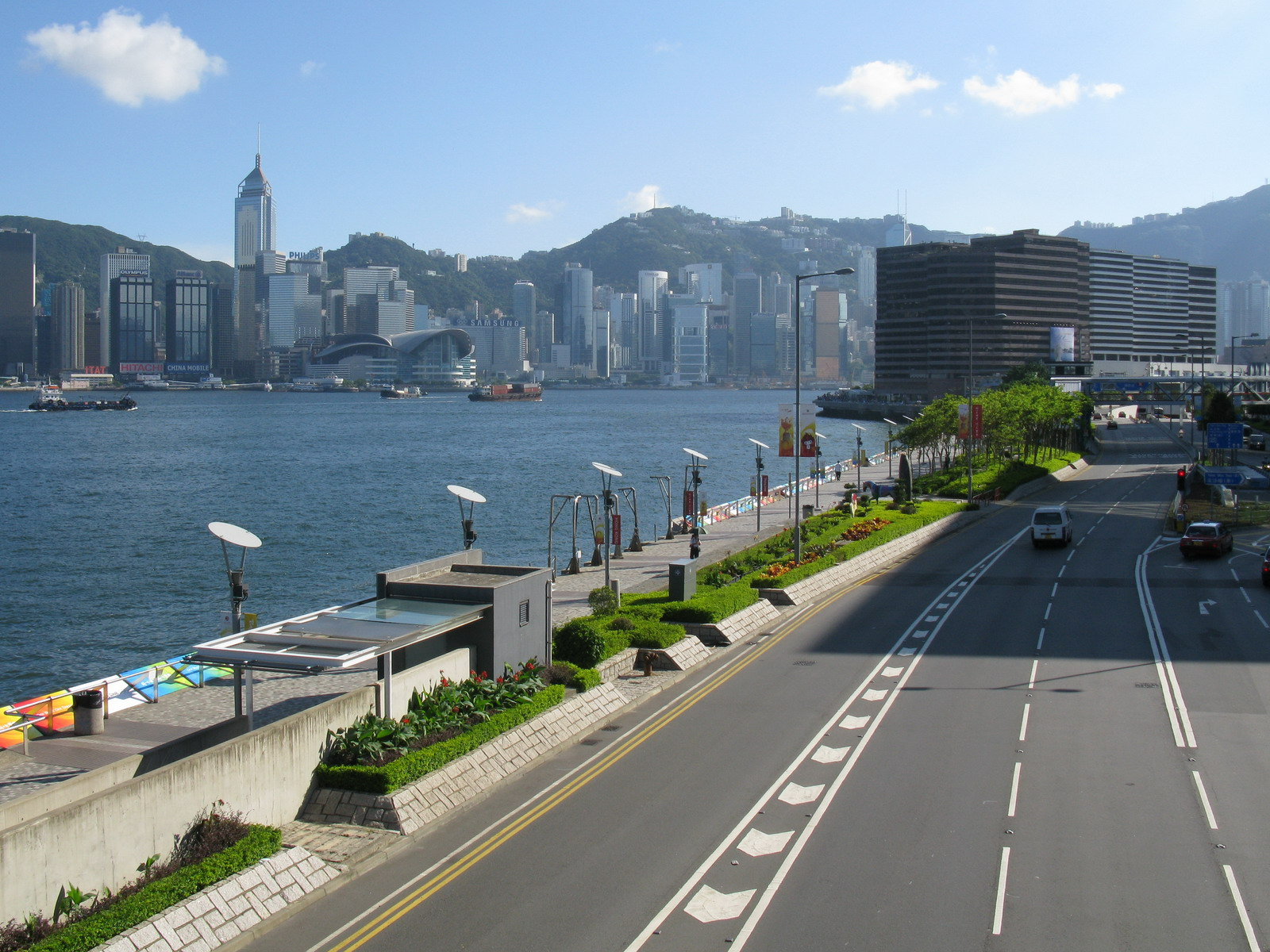
位於尖沙咀海旁的梳士巴利道

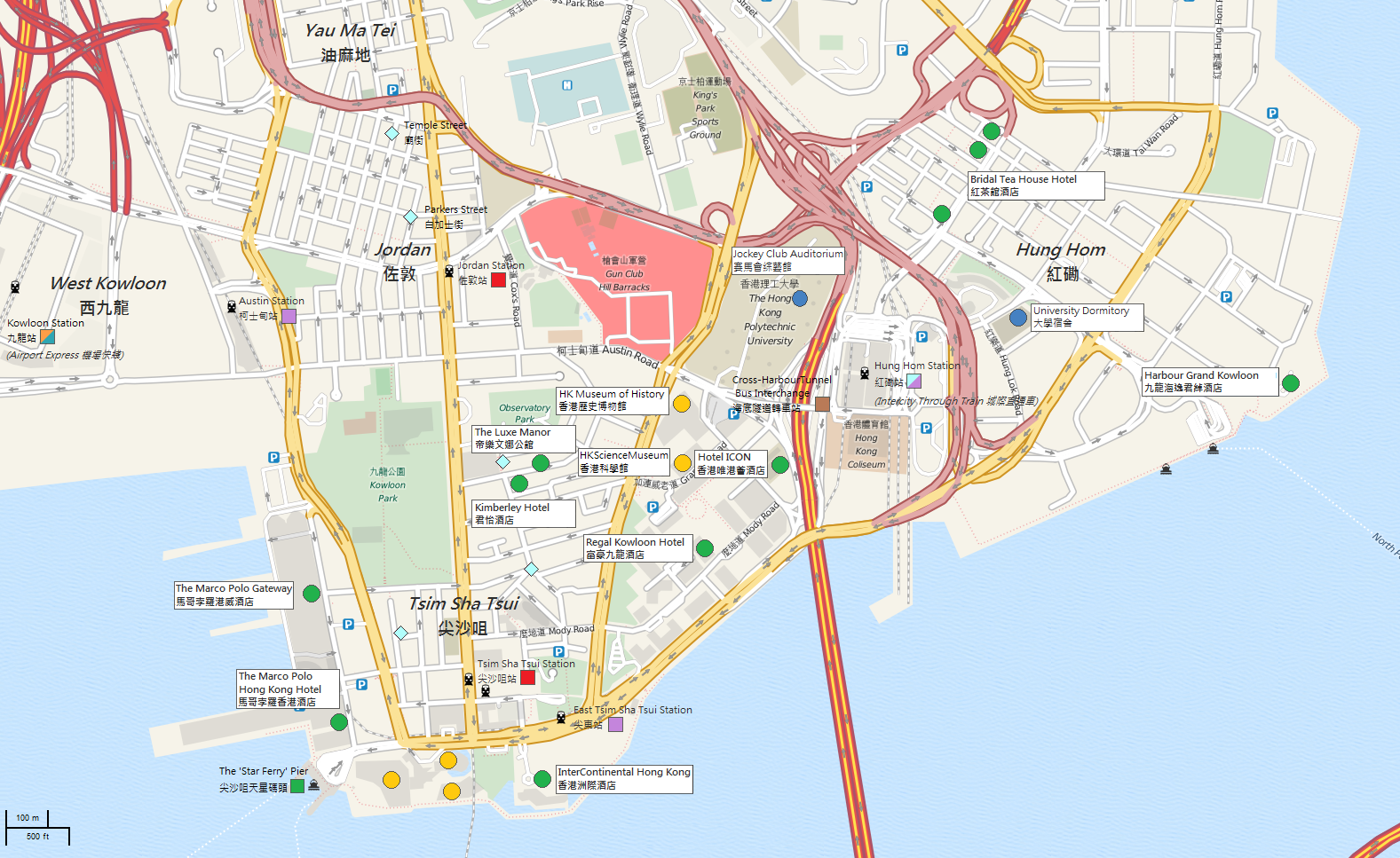
尖沙咀和鄰近佐敦、紅磡街道和旅遊圖

- 梳士巴利道
- 彌敦道
- 廣東道
- 九龍公園徑
- 漆咸道南
- 麼地道
- 加連威老道
- 加連威老廣場
- 海防道
- 北京道
- 中間道
- 柯士甸道

## 區議會議席分佈
為方便比較以下範圍包括佐敦道以南地區，涵蓋官涌及佐敦部分區域。
| 年度/範圍                                                              | 2000-2003                    | 2004-2007                      | 2008-2011    | 2012-2015                    | 2016-2019                          | 2020-2023                          |
| ---------------------------------------------------------------------- | ---------------------------- | ------------------------------ | ------------ | ---------------------------- | ---------------------------------- | ---------------------------------- |
| 佐敦道、加士居道、東鐵綫、海岸線至星光大道起點、彌敦道                 | 尖沙咀東選區                 | 尖沙咀東選區                   | 尖沙咀東選區 | 尖沙咀東選區                 | 尖沙咀中選區及部分尖東及京士柏選區 | 尖沙咀中選區及部分尖東及京士柏選區 |
| 佐敦道以南、彌敦道以西、香港文化中心、海港城、中港城建築群             | 尖沙咀西選區                 | 尖沙咀西選區                   | 尖沙咀西選區 | 尖沙咀西選區及部分佐敦南選區 | 尖沙咀西選區及部分佐敦南選區       | 尖沙咀西選區及部分佐敦南選區       |
| 佐敦道以南、廣東道以西（即九龍站、廣深港高鐵香港總站及西九文化區範圍） | 尖沙咀西選區及部分渡船角選區 | 尖沙咀西選區及部分尖沙咀北選區 | 尖沙咀西選區 | 尖沙咀西選區                 | 尖沙咀西選區                       | 九龍站選區及部分尖沙咀西選區       |

註：以上主要範圍尚有其他細微調整（包括編號），請參閱有關區議會選舉選區分界地圖及條目。

### 書籍
- 《油尖旺區風物誌》，油尖旺區議會

### 引用
1. ↑  周立. . 星岛日报.   [2024-01-04]. （原始内容存档于2024-01-04） –香港中文大學普通話教育研究及發展中心網站.
2. 1 2  謝向榮. . 文匯報 《正字正音》. 2012-11-06  [2018-07-31]. （原始内容存档于2018-10-03）.
3. ↑  《油尖旺區风物志》，油尖旺區議會
4. ↑  蔡兆浚. . www.hkcd.com.hk.   [2024-05-17]. （原始内容存档于2024-05-17）.
5. ↑  高添強 黎健強. 任秀雯 , 编. . 香港: 三聯書店（香港）有限公司. 2013年12月: 頁45. ISBN 978-962-04-3378-8.
6. ↑  香港鬧市現黑店 處處宰內地旅客 （页面存档备份，存于）中國評論新聞  2009-11-27 11:58:07
7. ↑  黑店劏客9200變92000 （页面存档备份，存于）太陽報 2010年08月
8. ↑  藥房職員惡行 遭台灣人唱衰為 40元打遊客 香港形象破產蘋果日報 2010年09月18日
9. ↑  修例漏洞 法例不監管賣貴貨 （页面存档备份，存于）蘋果日報 2010年09月18日
10. ↑  尖沙咀兩間影音店涉誤導欺騙遊客海關調查 （页面存档备份，存于）商業電台 9/8/2011 19:22
11. ↑  . Blog.ULifestyle.com.hk. （原始内容存档于2016-03-22） （中文（香港））.
12. ↑  . 香港01. 2017-03-12.
13. ↑   (PDF).   [2013-02-21]. （原始内容存档 (PDF)于2014-06-06）.
14. ↑  .   [2013-02-21]. （原始内容存档于2012-05-19）.
15. ↑  尖沙咀露天廣場計劃擱置 Archive.today的存檔，存档日期2013-01-07

## 外部連結
- 航拍尖沙咀紀錄